# Elamische Kunst

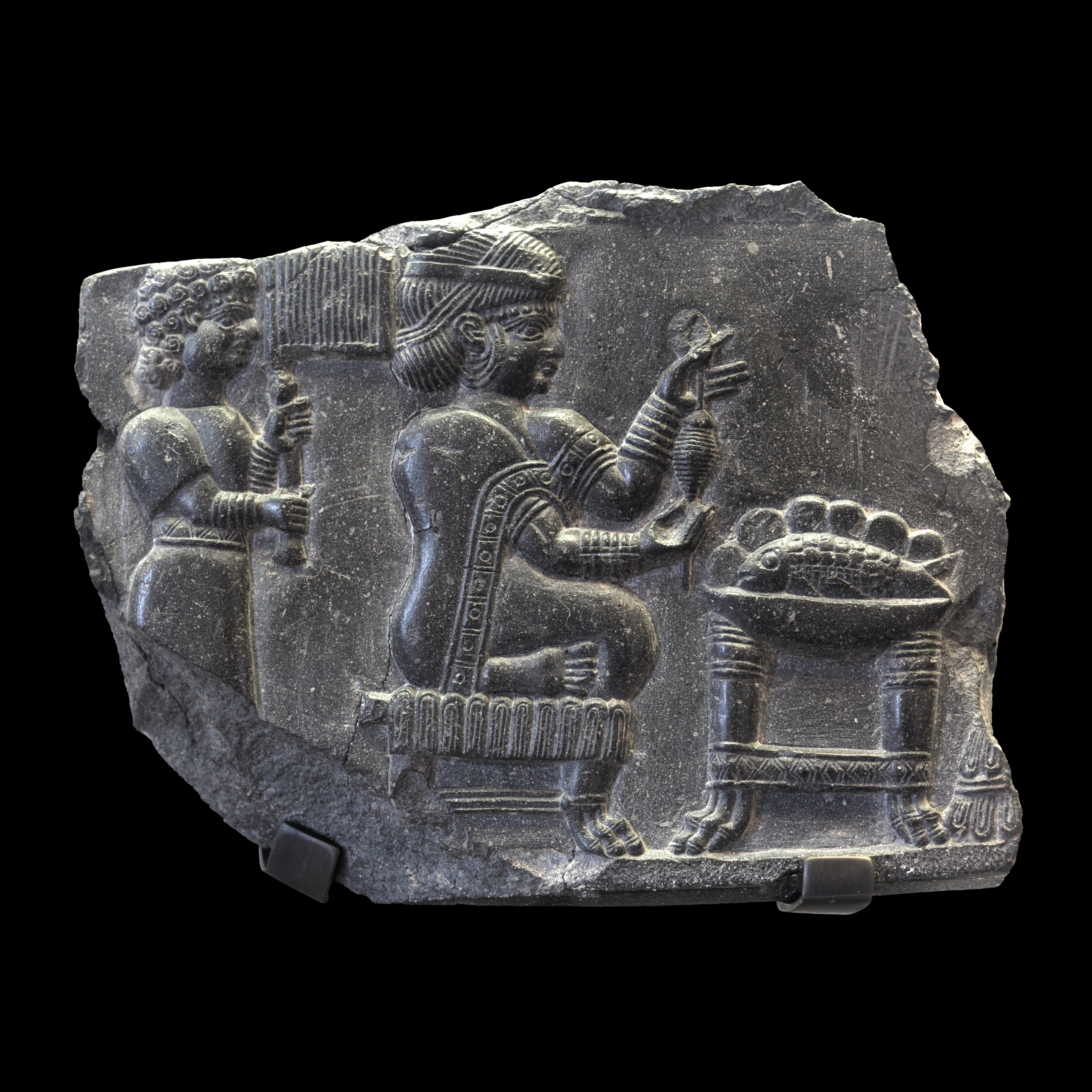
Relief mit einer Spinnerin, um 900–600 v. Chr. (Louvre, SB 2834)

Die elamische Kunst, das Kunstschaffen im Bereich von Elam, einem Reich im heutigen Iran, lässt sich über fast vier Jahrtausende verfolgen. Elam stand oftmals unter starkem Einfluss aus Mesopotamien. Es gibt aber in Stil, Materialien und Techniken einige Besonderheiten, die das dortige Kunstschaffen deutlich von dem westlichen Nachbarn unterscheidet. Die Entwicklung der Glyptik und Rundplastik lässt sich gut verfolgen. Reste von Malerei gibt es kaum, sieht man von bemalter Keramik ab. Es gibt auch nur wenige Reste monumentaler Architektur. Eine Besonderheit sind zahlreiche elamische Felsreliefs, die die Vorläufer achämenidischer und sassanidischer Felsreliefs bilden.

## Vorgeschichte (ca. 4200 bis 2900 v. Chr.)

### Susa I (ca. 4200 bis 3800 v. Chr.)
Die ältesten Belege von Vorläufern elamischer Kunst stammen aus dem vierten Jahrtausend v. Chr. aus Susa. Aus dieser Zeit stammt vor allem bemalte Keramik. Es gibt daneben auch zahlreiche Beispiele von kleiner Rundplastik. Die Keramik ist oftmals bemalt. Obwohl die Gefäße ähnlich wirken, gibt es doch kaum identischen Exemplare. Sie sind also nicht als Massenware gefertigt worden. Die Dekorationen sind meist in brauner Farbe auf einem hellen, beigen Hintergrund angebracht. Es finden sich vor allem geometrische Muster mit stilisierten Tier- und Menschenfiguren. Große Kelche sind anscheinend als Prestigeobjekte produziert worden. Im Gegensatz zu anderen Gefäßen ist deren Dekoration recht einheitlich. Aus dieser Zeit stammen auch verschiedene, wiederum stilisierte Tonfiguren. Eine kleine Figur eines Rindes ist typisch für diese Produktion. Die Figur besteht aus hellem Ton und ist mit braunen Flecken bemalt.
Aus dieser Zeit stammen auch runde Siegelabdrücke. Die Siegel zeigen oftmals figürliche Szenen, tierköpfige Gestalten mit freiem Oberkörper und einem Schmuckanhänger um den Hals. Einige Figuren haben vogelartige Köpfe und scheinen mit Ritualen beschäftigt zu sein. Die Darstellung des Herren der Tiere ist auch beliebt.
Susa I ist eine lokale Variante der späten Obed-Zeit, die etwa von 5500 bis 4000 v. Chr. dauerte und fast den gesamten Nahen Osten umfasste.

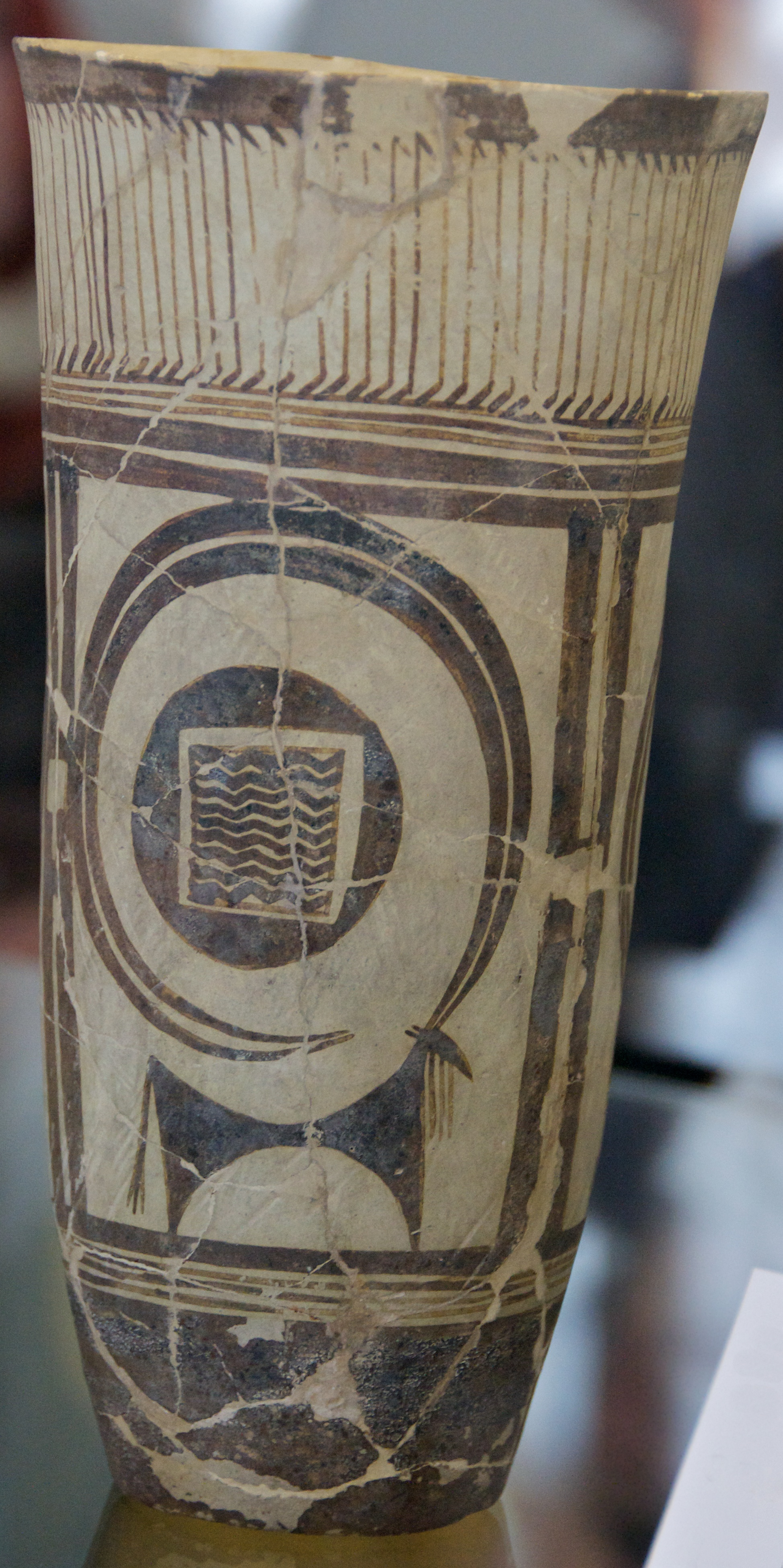
Vase (Archäologisches Nationalmuseum Teheran)
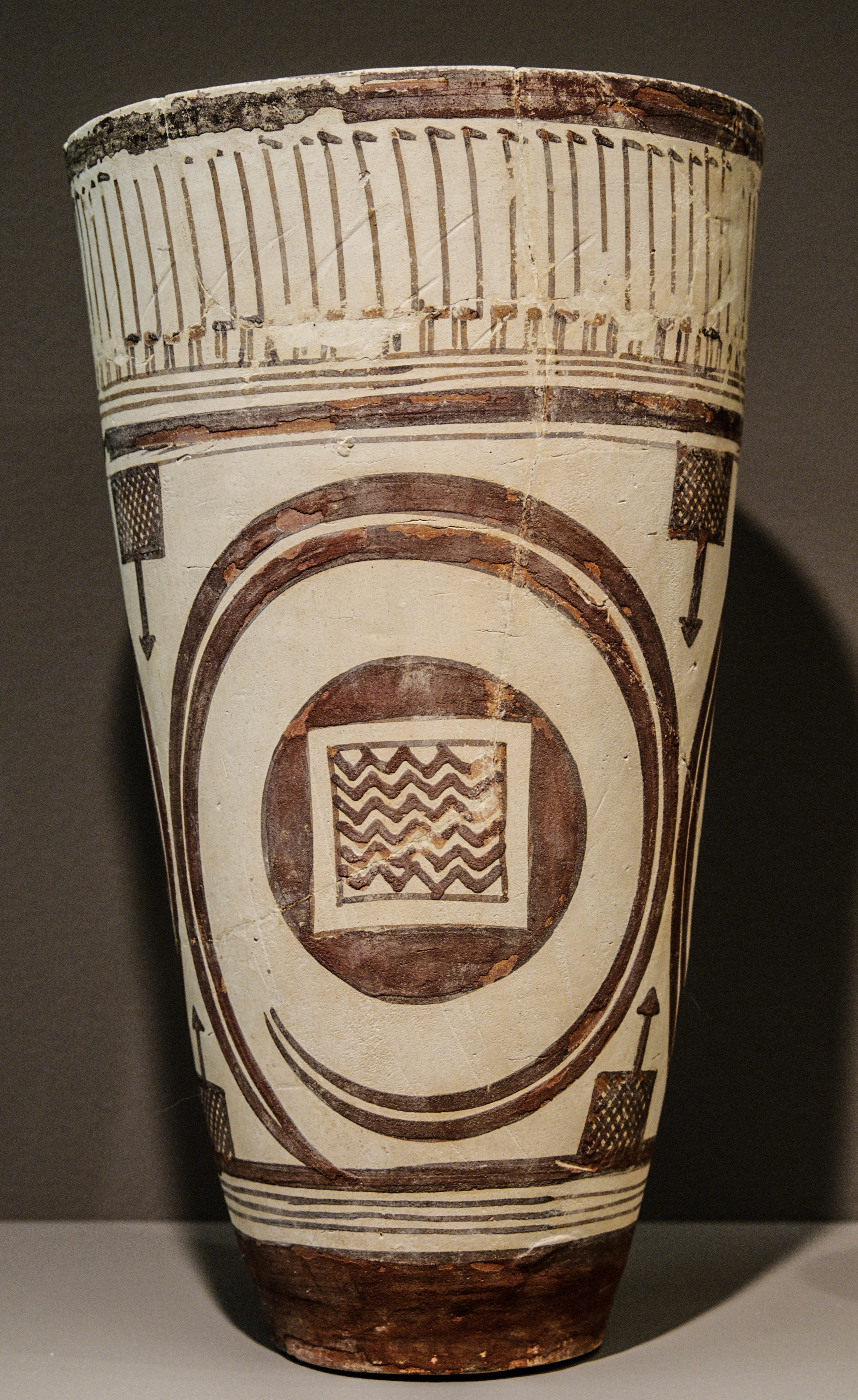
Vase (Louvre, SB 14276)
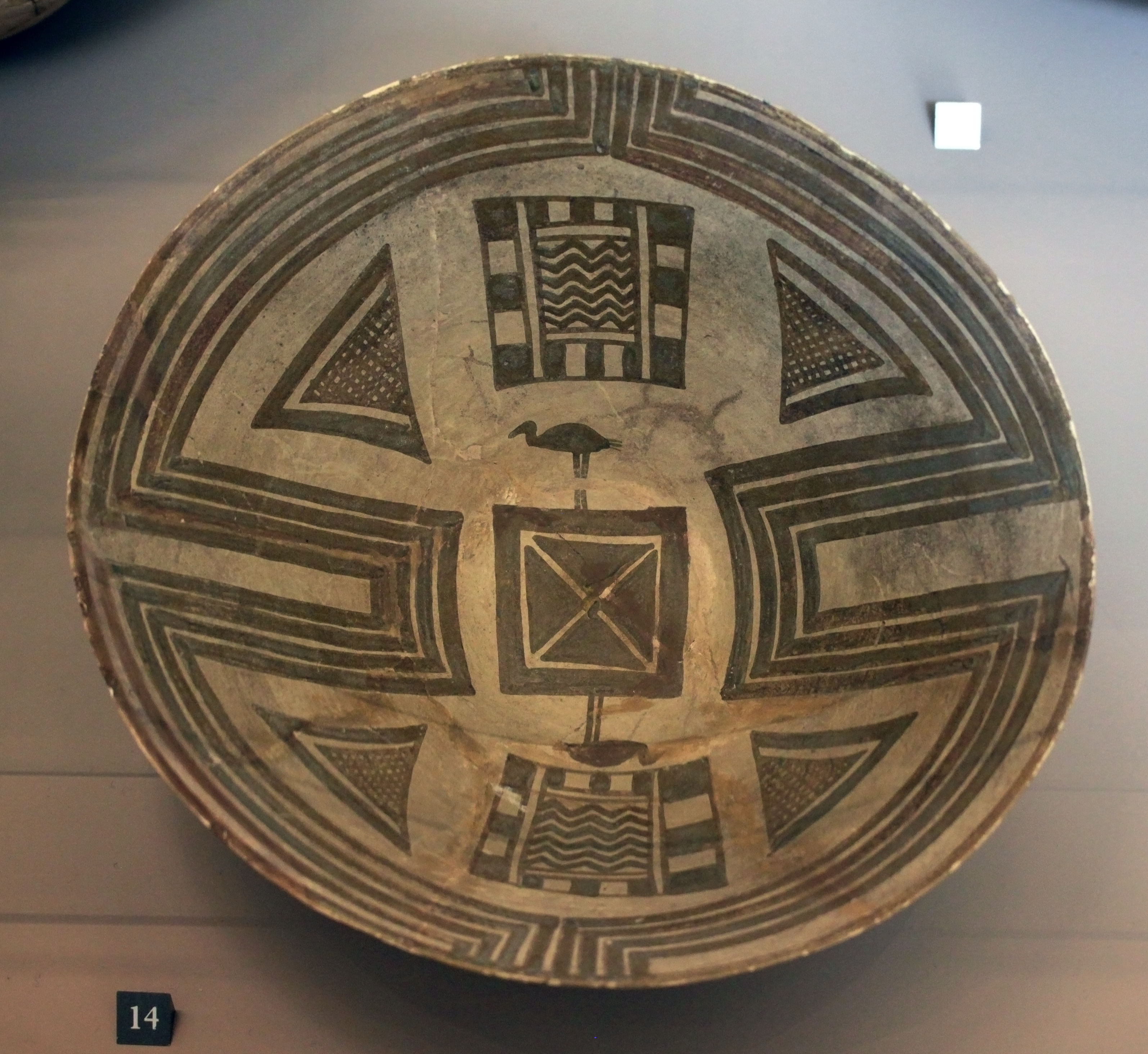
Schale (Louvre, SB 3148)
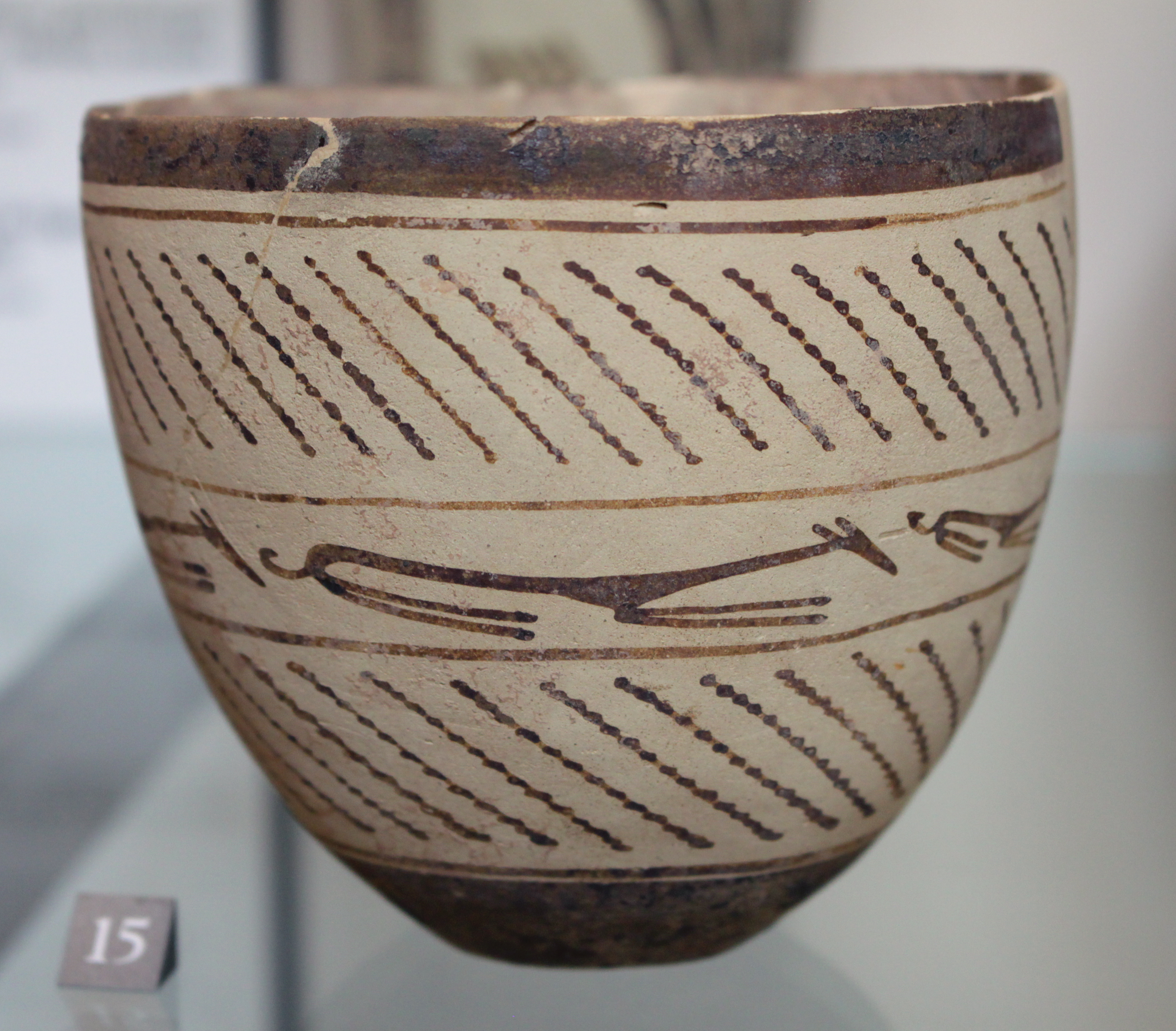
Schale (Louvre, SB 3172)
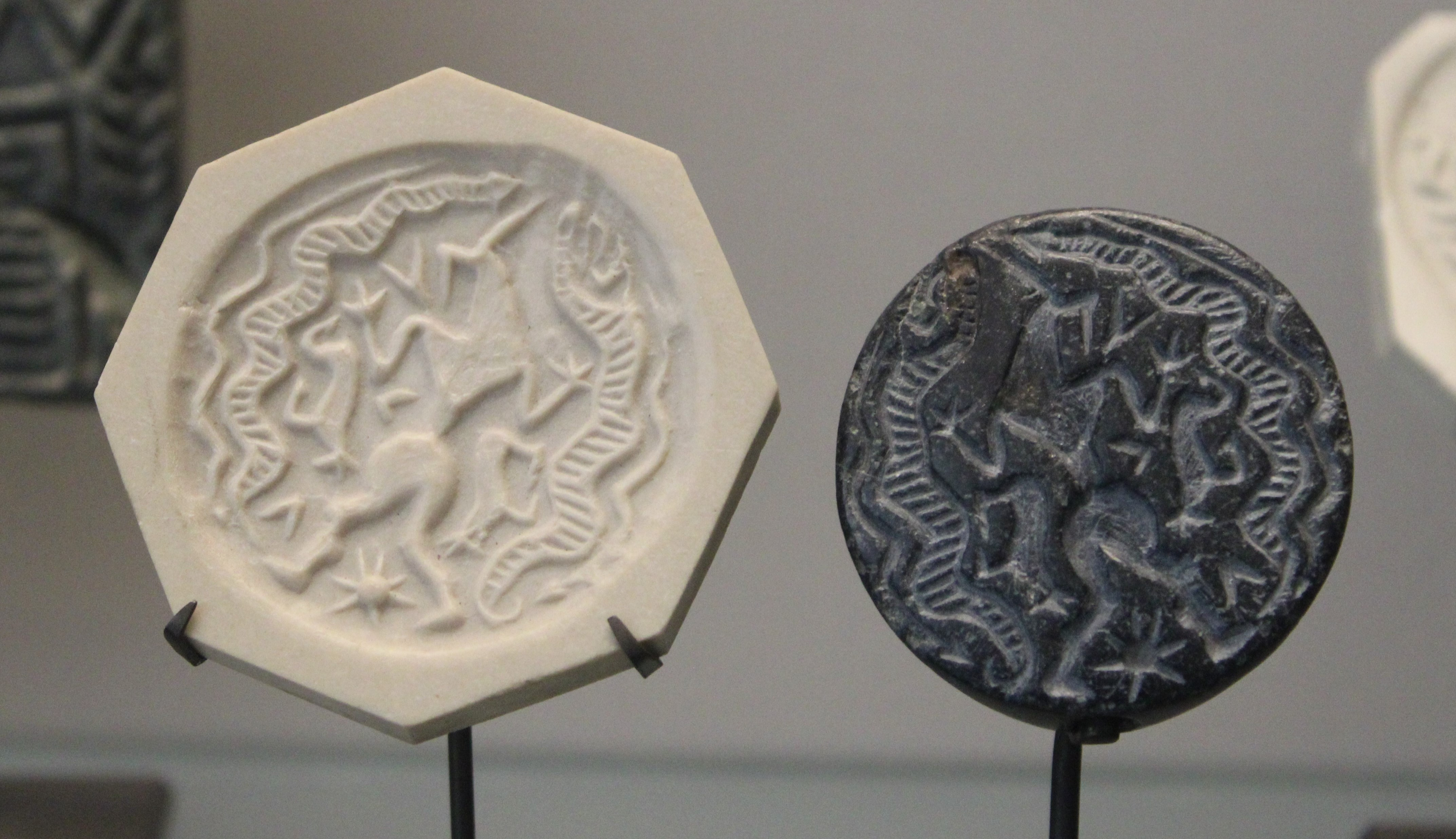
Siegel (Louvre, AO 22919)
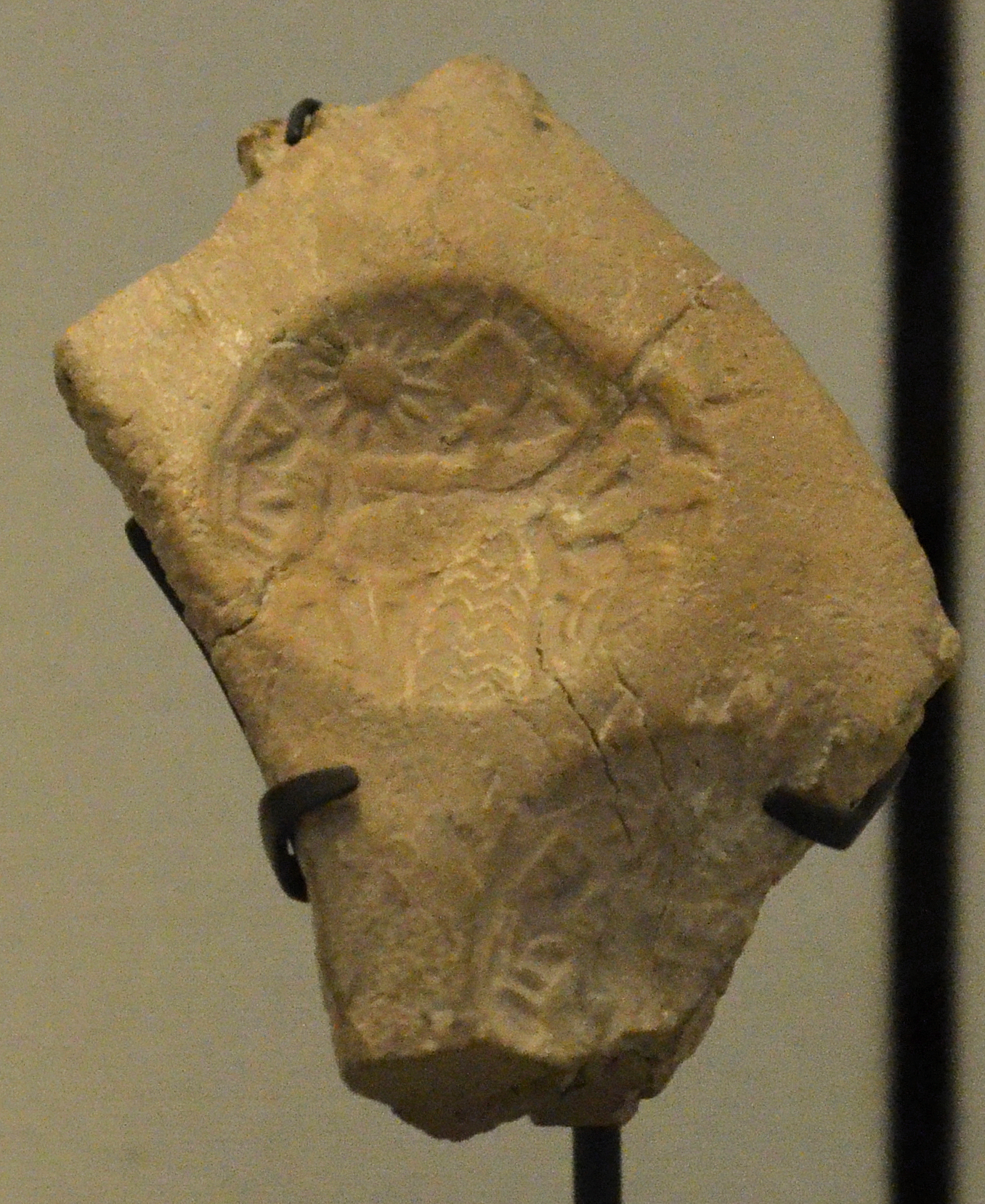
Siegelabdruck (Louvre, SB 2107)

### Susa II (ca. 3800 bis 3100 v. Chr.)
Im frühen 4. Jahrtausend vor Christus kommt es zu einem kulturellen Wandel in Susa, der mit einem Ende der Keramik- und Siegelproduktion im Stil von Susa I einhergeht und im Kontext der Ablösung der Obed-Zeit durch die Uruk-Zeit steht. Dieser Wandel rührt vermutlich von einem neuen engeren Verhältnis zu den anderen mesopotamischen Siedlungen, die sich wie Susa zu Stadtstaaten entwickeln. Dieses Netzwerk von Stadtstaaten wird von Uruk dominiert, was sich auch in einer zunehmenden Nähe der Kunstproduktion in Susa mit derer von Uruk zeigt.

Die Keramik wird vom fein bemalten hochwertigen Gut zur schlichten Massenware, die Glyptik hingegen zeigt ein bis dahin nicht vorhandenes komplexes ikonographisches Programm, was auch die zunehmende komplexe Gesellschaft widerspiegelt. Die erhaltenen Figuren sind meist eher klein und oftmals aus Alabaster gearbeitet. Sie sind oftmals stark stilisiert. Auf den Siegeln finden sich szenische Darstellungen. Auf einer Siegelabrollung aus Susa sieht man einen Priesterkönig mit Pfeil und Bogen, er greift Feinde an, die sich wiederum neben einem Gebäude befinden. Eine andere Siegelabrollung zeigt Reihen von Gefangenen. Ein anderes Siegel zeigt Arbeiter an einem Speicherbau.

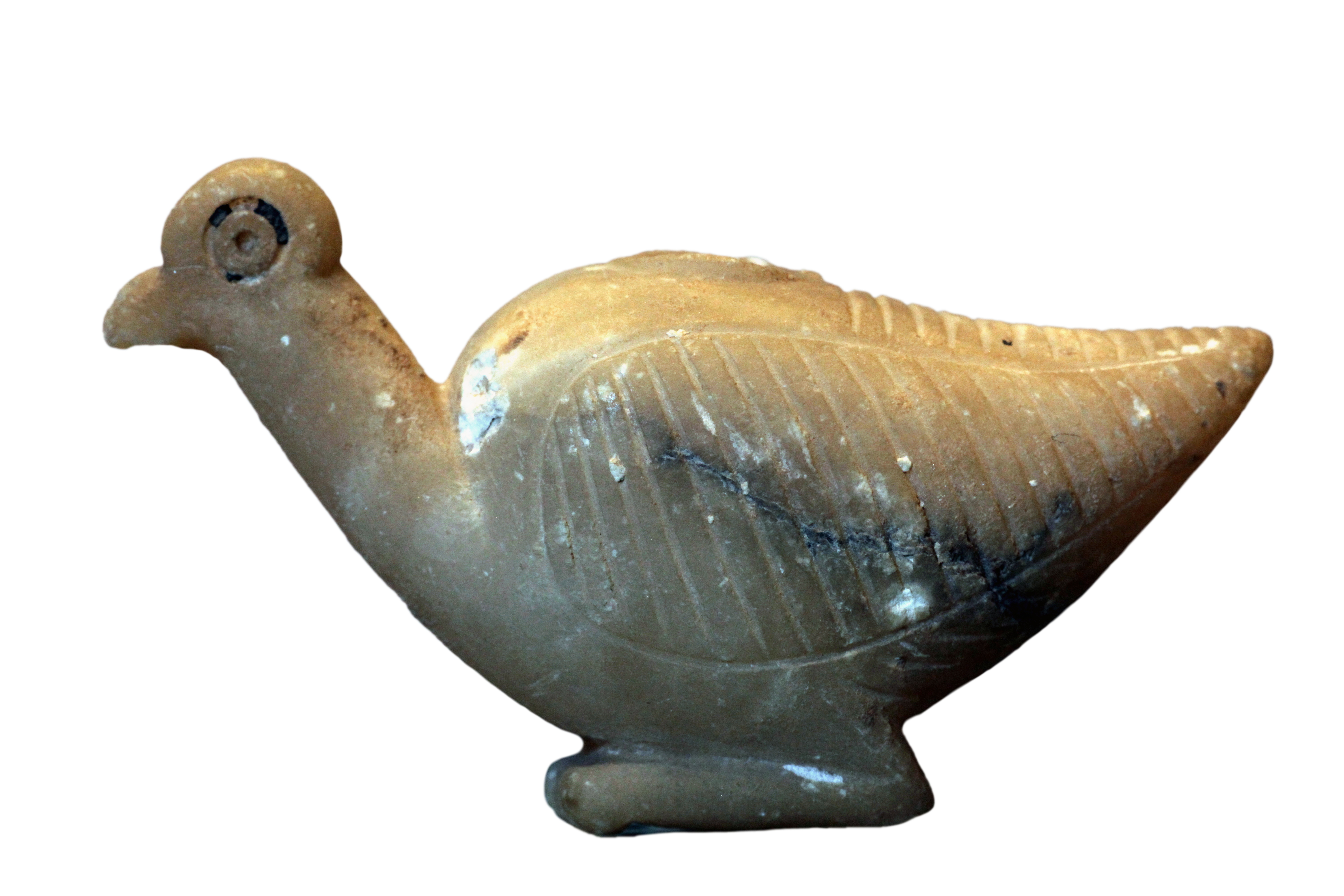
Vogelfigur, in Uruk zwischen 3500 und 3100 v. Chr. hergestellt und in Susa gefunden (Louvre, SB 3015).
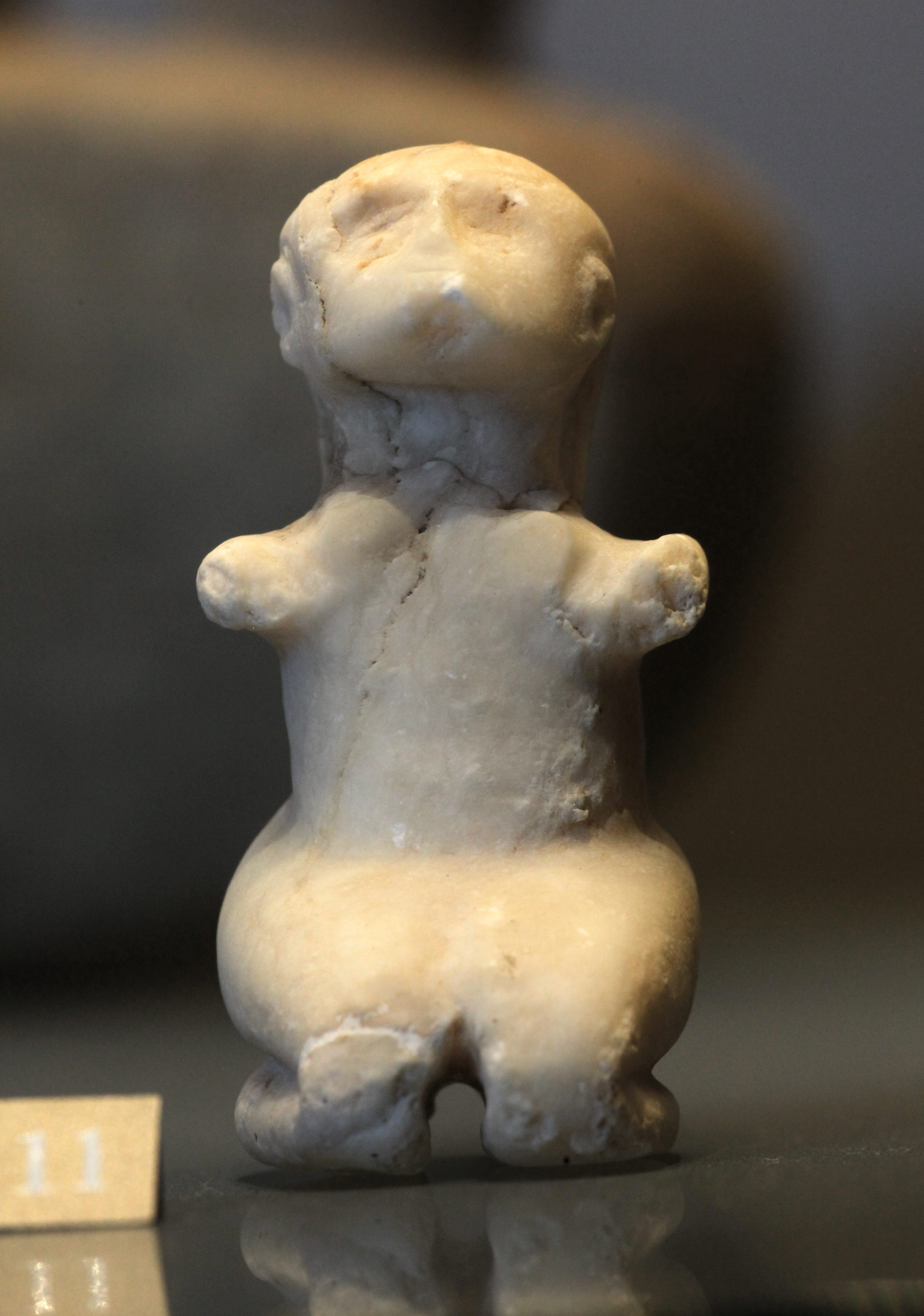
Beterfigur, in Uruk zwischen 3500 und 3100 v. Chr. hergestellt und in Susa gefunden (Louvre, SB 3034)
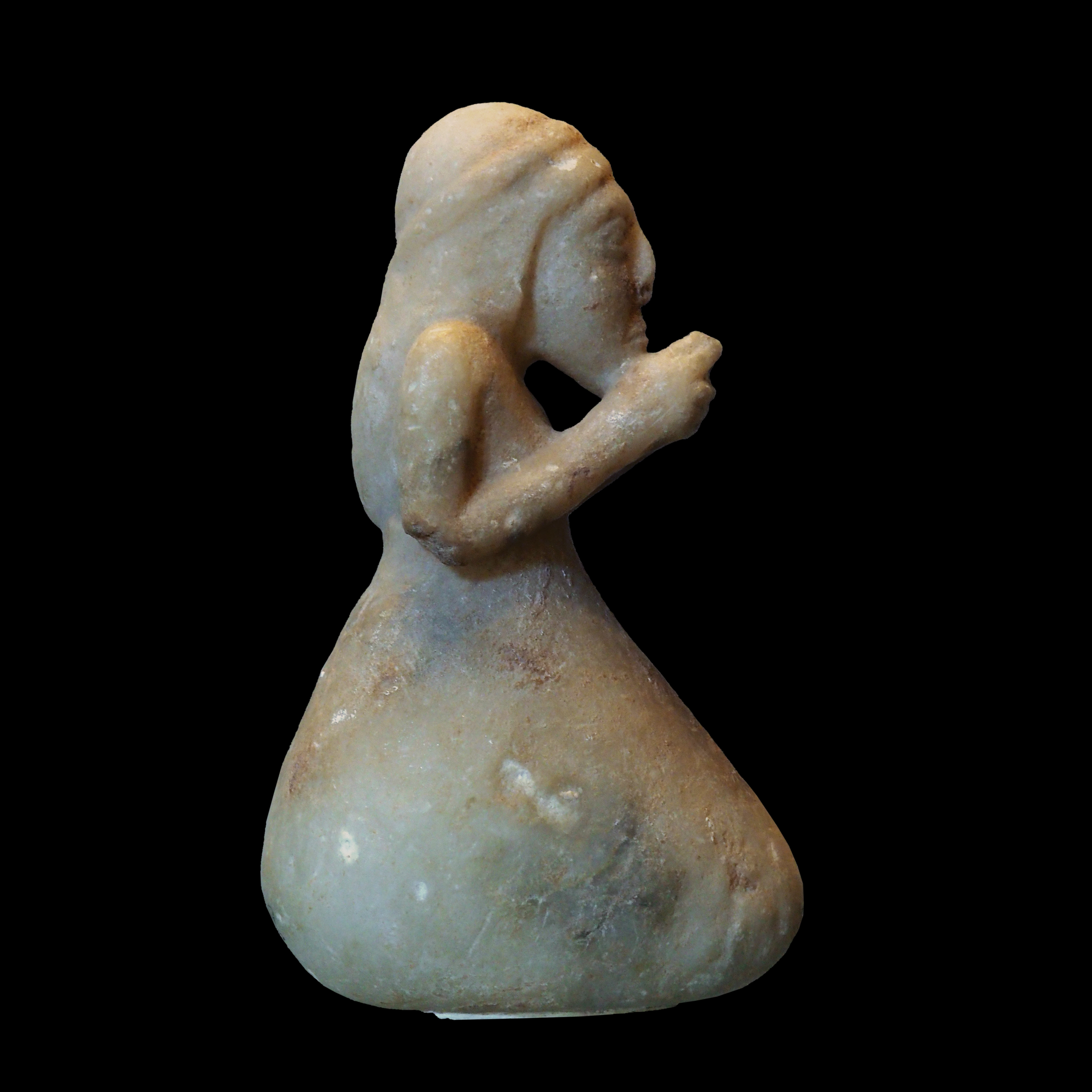
Statuette einer auf den Fersen sitzenden Betenden, die Hände vor dem Mund gefaltet (Louvre, SB 69).
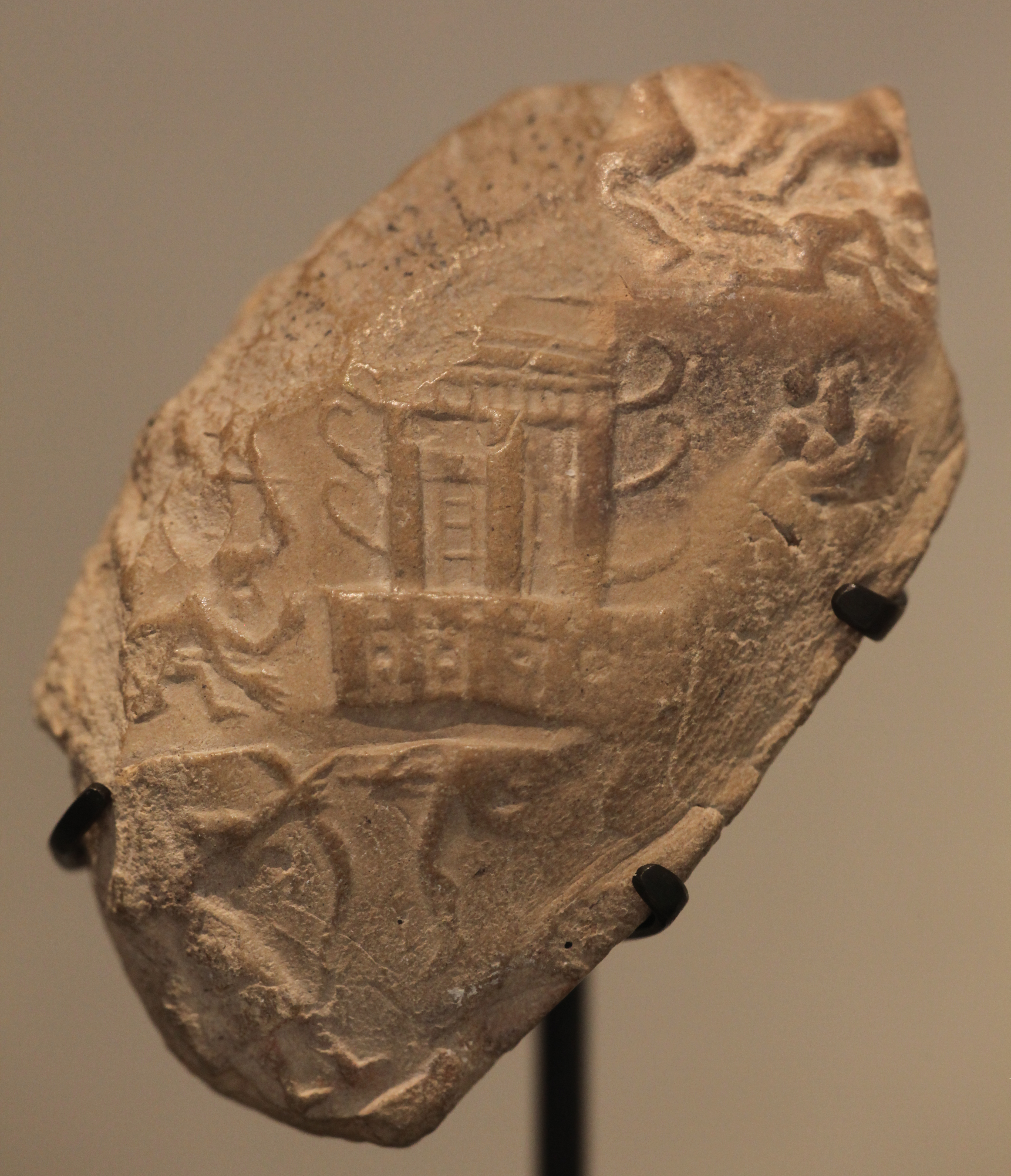
Abdruck eines Zylindersiegel. Auf dem Bild ist der rechte Teil mit dem Tempel zu sehen. (Louvre SB 2125)
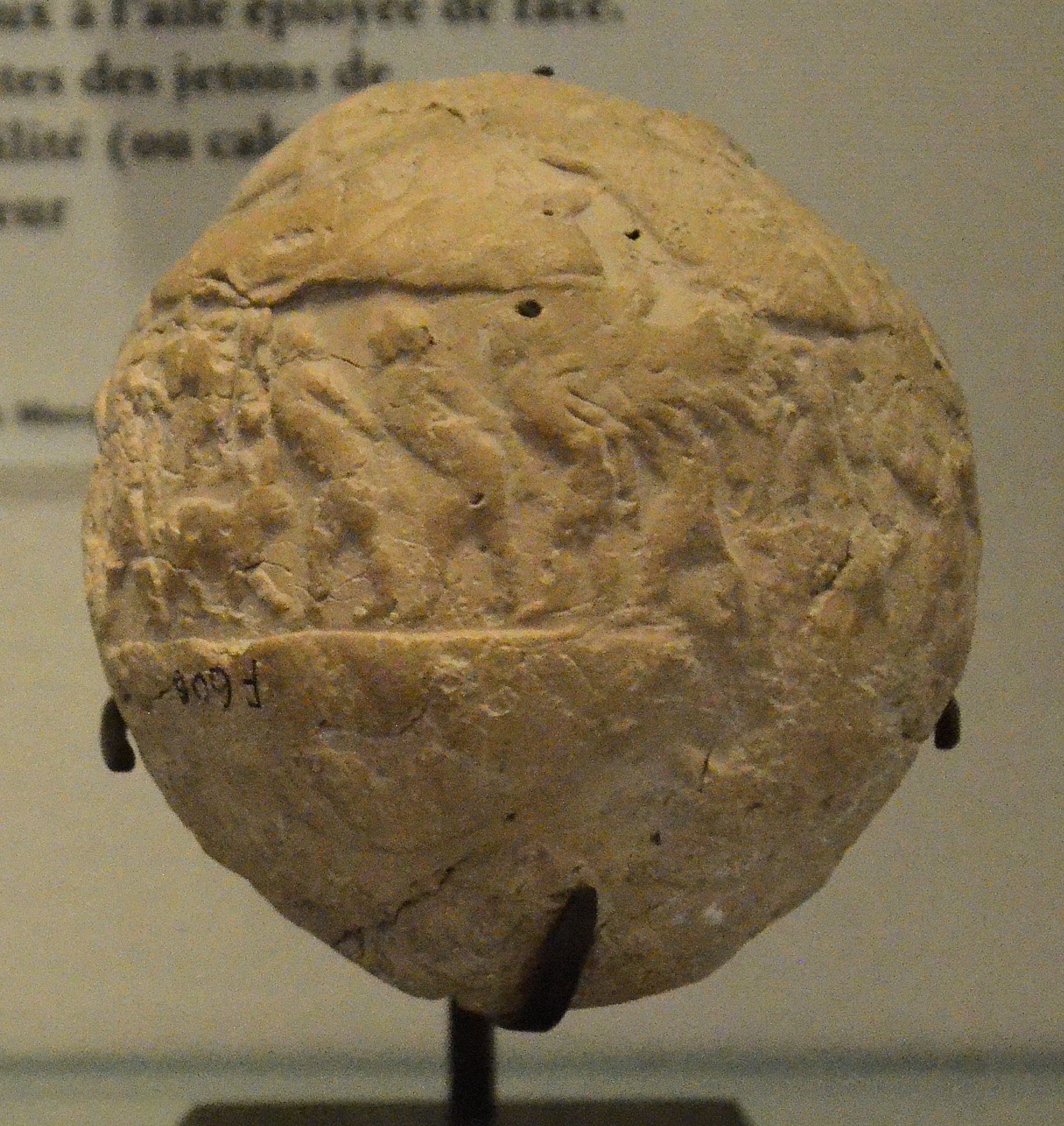
Abdruck eines Zylindersiegel. Auf dem Bild ist der Ausschnitt mit der Reihe von Gefangenen zu sehen (Louvre, SB 1926).
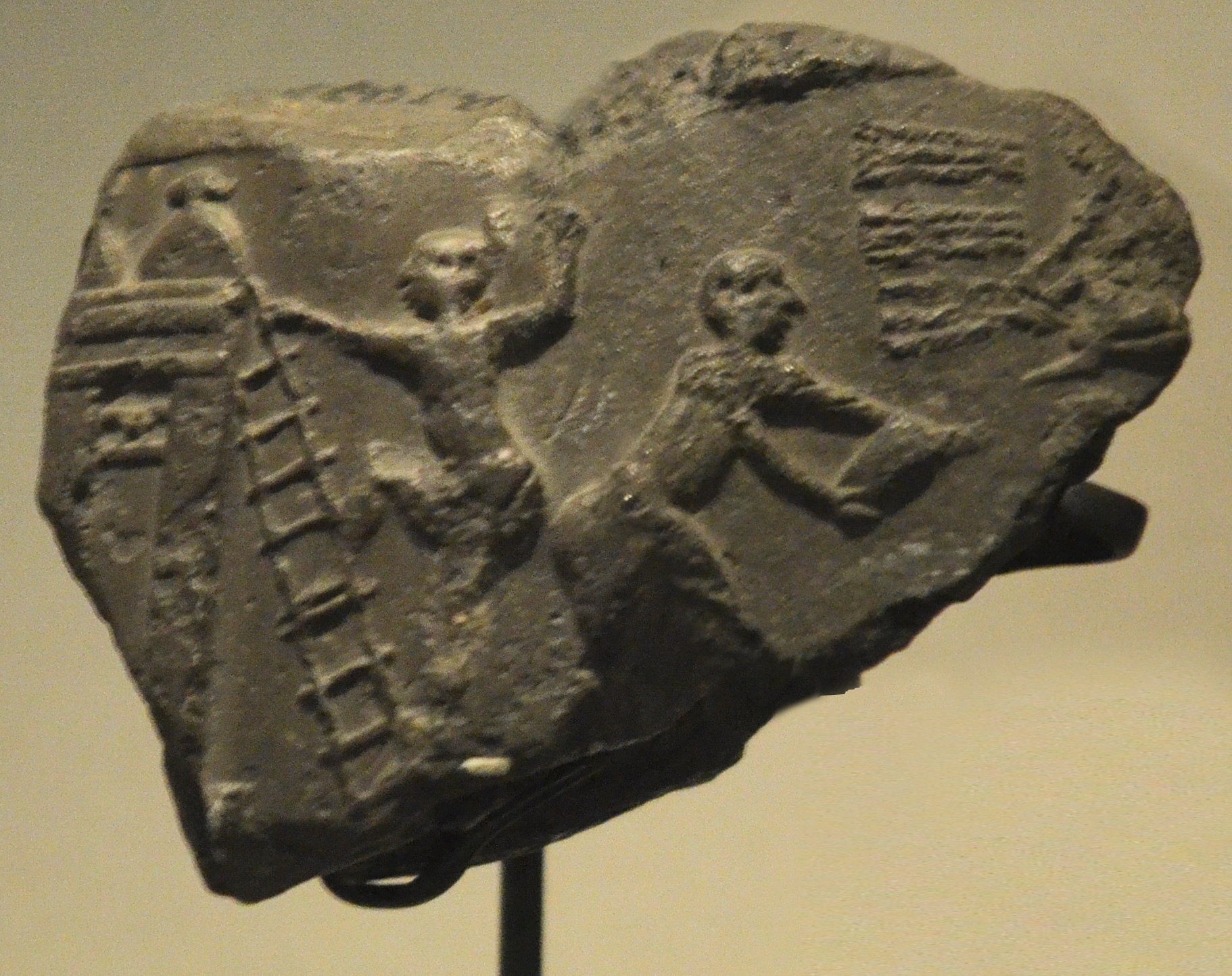
Fragment eines Siegels. Dachgeschoss, auf das ein Arbeiter mit einer Leiter hinaufgelangt (Louvre, SB 2027).

### Susa III / Proto-Elamische Zeit (ca. 3100 bis 2900 v. Chr.)
Um 3100 v. Chr. entwickelt sich in Susa ein eigenes Schriftsystem, das Proto-Elamische. Die proto-elamitische Zeit ist grundlegend für die nachfolgende Entwicklung einer elamitischen Identität, die sich aus der Interaktion zwischen den Bewohnern des Hochlands und des Tieflands resultierte.
Eine Reihe von äußerst berühmten und bekannten Stücken von höchster Qualität stammen angeblich aus der proto-elamischen Zeit, wobei keins dieser Stücke eine nachgewiesene Herkunft hat, so dass ihre Authentizität teilweise angezweifelt wird.

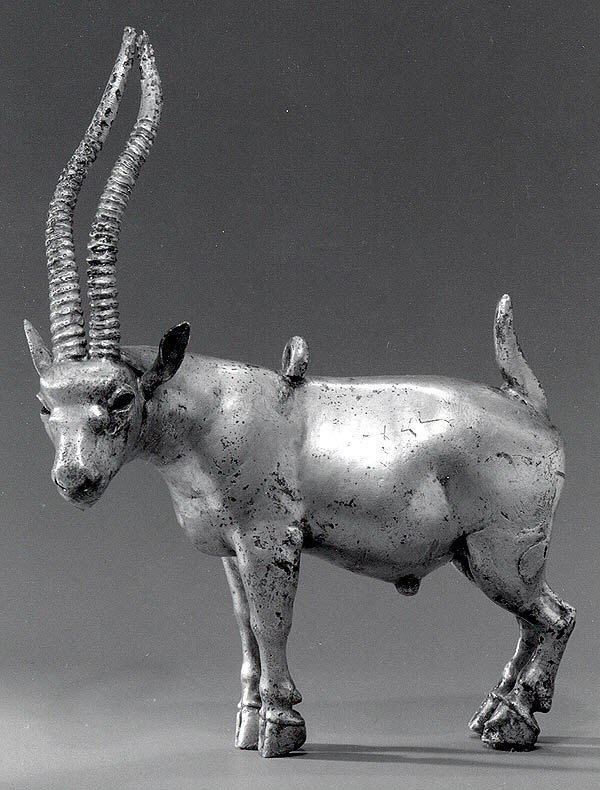
Antilopen-Anhänger, Provenienz unbekannt[20] (MET, 47.100.89)
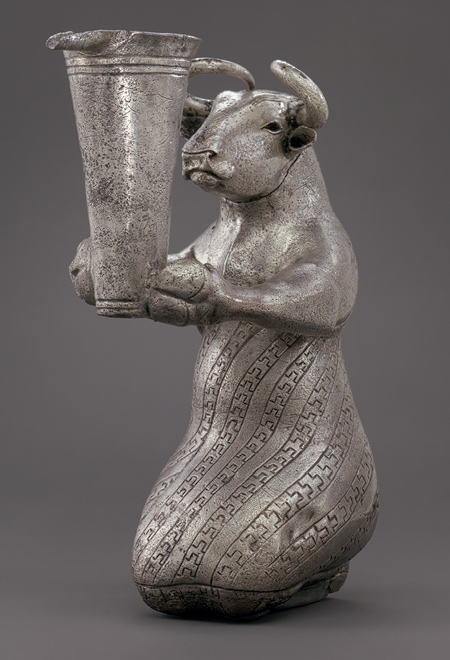
Kniender Bulle mit Gefäß, Provenienz unbekannt[21] (MET, 66.173)
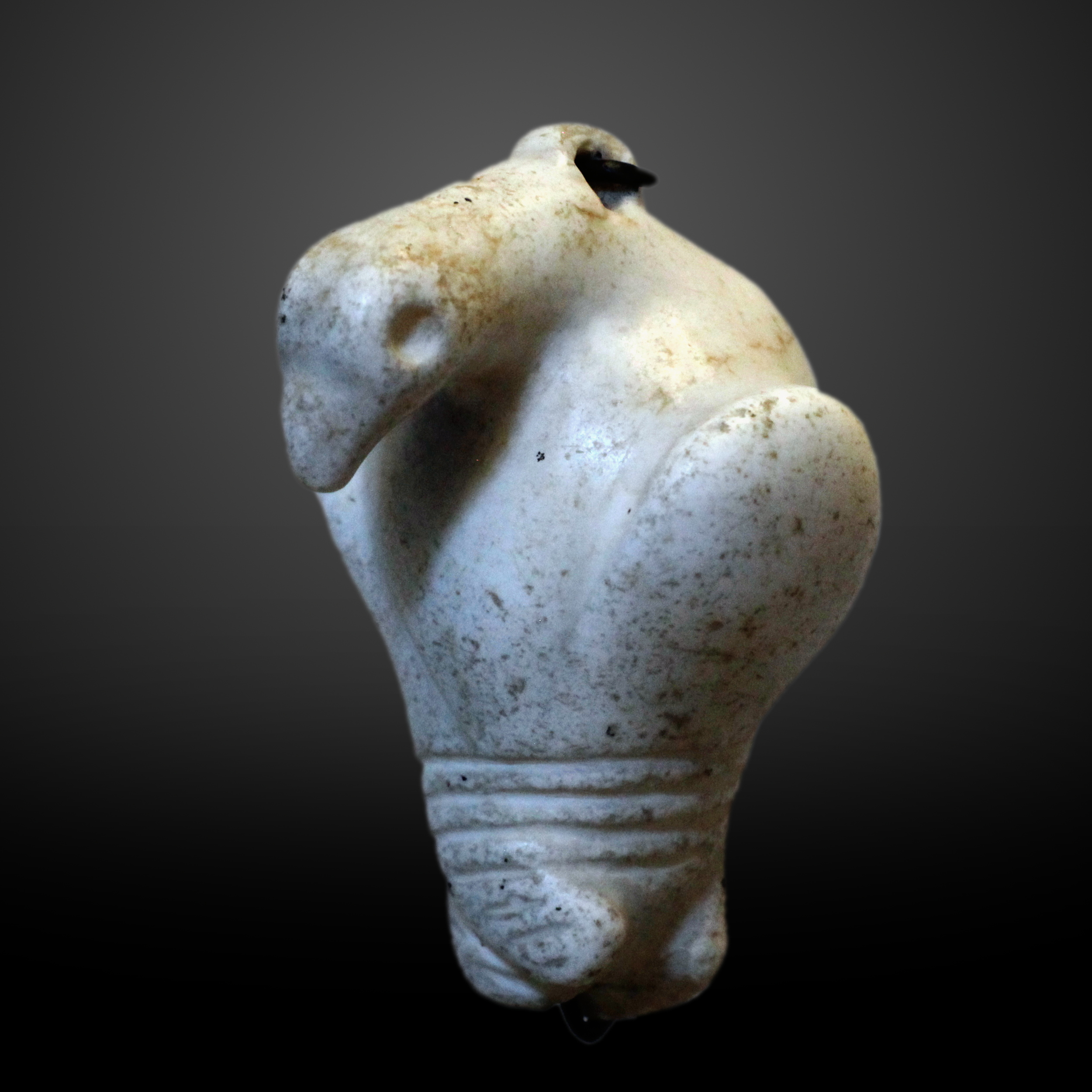
Vogel-Anhänger (Louvre, SB 105)
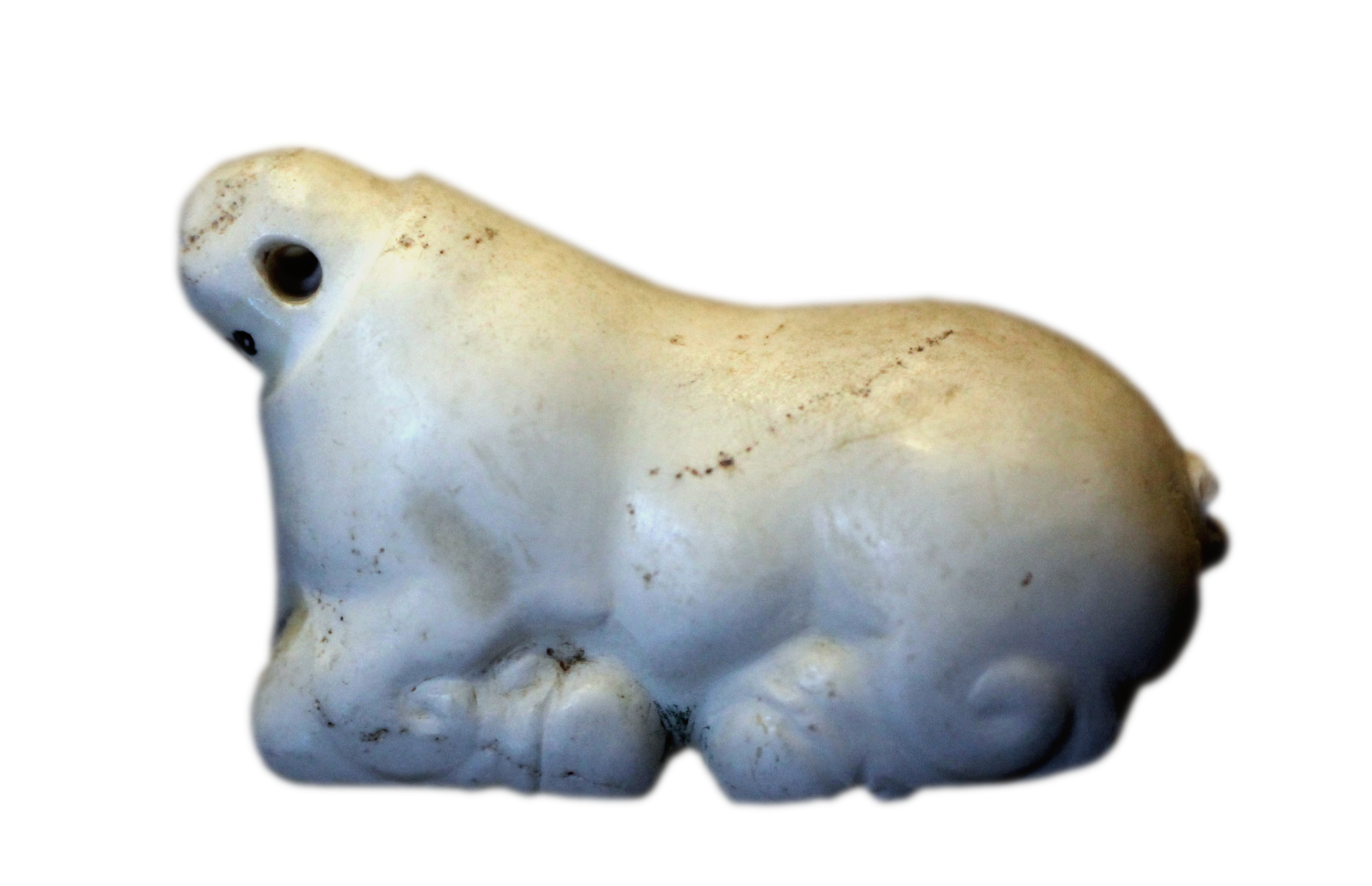
Kopflose Rinderfigur (Louvre, SB 110)
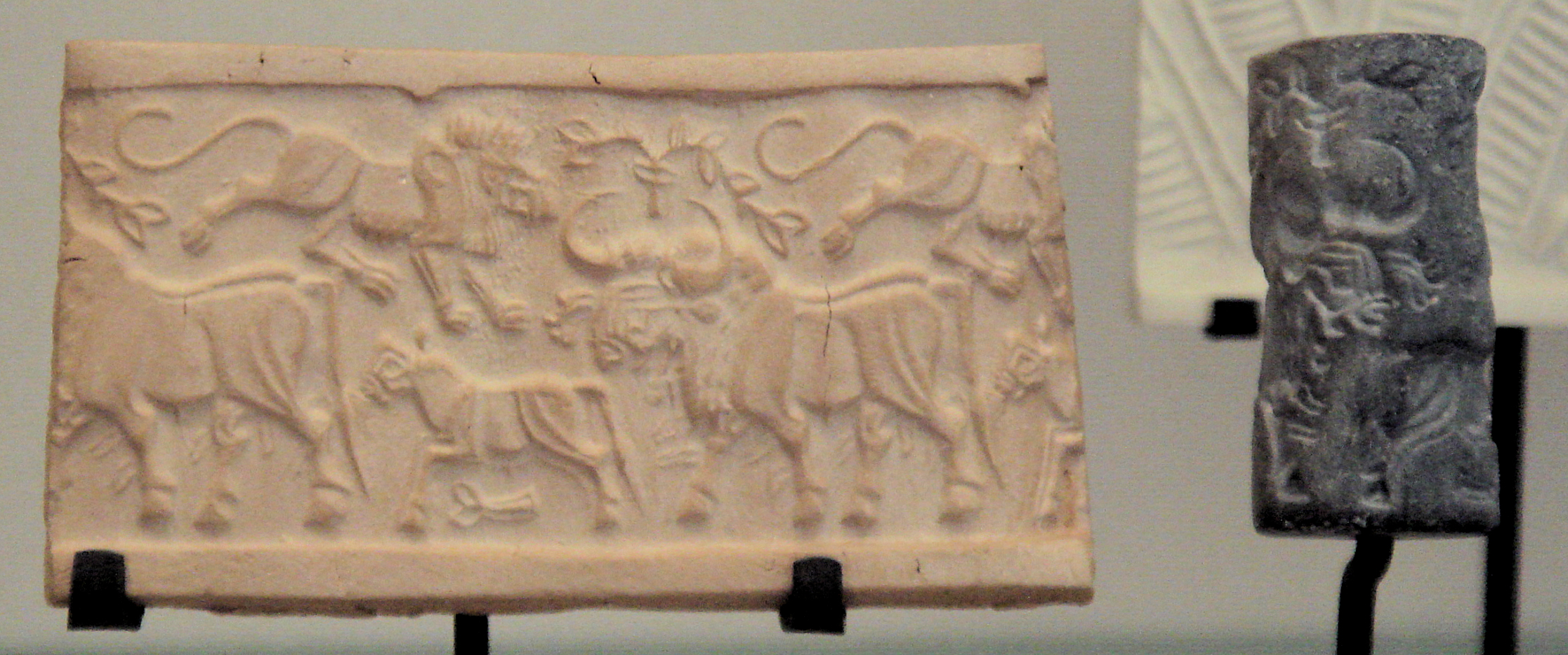
Rollsiegel (Louvre, SB 1484)

## Altelamische Periode (ca. 2900 bis 1880 v. Chr.)
Die Kunst dieser Zeit ist weiterhin stark von Mesopotamien beeinflusst, zeigt aber auch einige Eigenheiten und Verbindungen zu Kulturen im Osten des heutigen Iran. Susa war ab etwa 2300 v. Chr. auch Teil des akkadischen Reiches. Die Kunstproduktion der Stadt wurde damit Teil der akkadischen Kunst. Dieser Einfluss ist auch in der Folgezeit zu spüren, als Susa wieder unabhängig war.
Aus Susa stammen einige Beterstatuen, wie sie auch aus Mesopotamien bekannt sind. Solche Figuren stellen in der Regel eine stehende Person dar, mit den Händen auf Bauch in Beterhaltung. Ein Exemplar aus Susa zeigt einen stehenden Mann mit den Händen in der typischen Beterhaltung. Das Gesicht und die Körperformen sind stark stilisiert und dabei vor allem stark geometrisch. In Susa fand sich auch eine Statue des akkadischen Statthalters Ešpum. Es handelt sich wiederum um eine Beterstatue, die vielleicht älter als die Inschrift ist und um 2900 bis 2600 v. Chr. datiert. Vor allem die kurzen Haare und der Bart, der nur das untere Kinn bedeckt, haben keine Parallelen in Mesopotamien. Es handelt sich also offensichtlich um eine lokale Arbeit.
Aus dem dritten Jahrtausend v. Chr. stammen auch einige Tafeln, die aus verschiedenen Materialien gefertigt sind und zum Teil ein Loch in der Mitte aufweisen. Solche Tafeln sind auch aus Mesopotamien gut bekannt, wo sie neben Türen angebracht waren. In dem Loch befand sich einst ein Stift, um dem wiederum ein Seil befestigt werden konnte, das die Tür verschloss. Die Figuren auf einer Tafel aus Susa sind wiederum schematischer als die Figuren auf mesopotamischen Tafeln. Auch scheint der elamische Künstler Schwierigkeiten mit dem Loch in der Mitte der Tafel gehabt zu haben. Auf mesopotamischen Tafeln sind die Löcher Teil der Komposition, auf der Tafel aus Susa winden sich die Figuren etwas unelegant darum. Eine Besonderheit elamischer Kunstproduktion ist die Verwendung von Bitumen, das mit anderen Materialien gemischt und dann modelliert und gehärtet wurde. Eine Tafel aus einem Bitumengemisch zeigt zwei nackte Männer und Schlangen und ein vierbeiniges Tier zwischen ihnen. Die Männer haben große Köpfe und sind muskulös. Ihre Darstellung ähnelt anderen Menschendarstellungen aus Kerman im Osten des Iran.
Zu der Kunstproduktion dieser Periode gehören auch zahlreiche Gefäße aus Bitumen. Sie sind zum Teil in Tiergestalt gearbeitet, haben Füße in Tiergestalt, oder sind mit Friesen aus Tier- und Menschengestalten, die in das Material gearbeitet sind, dekoriert.

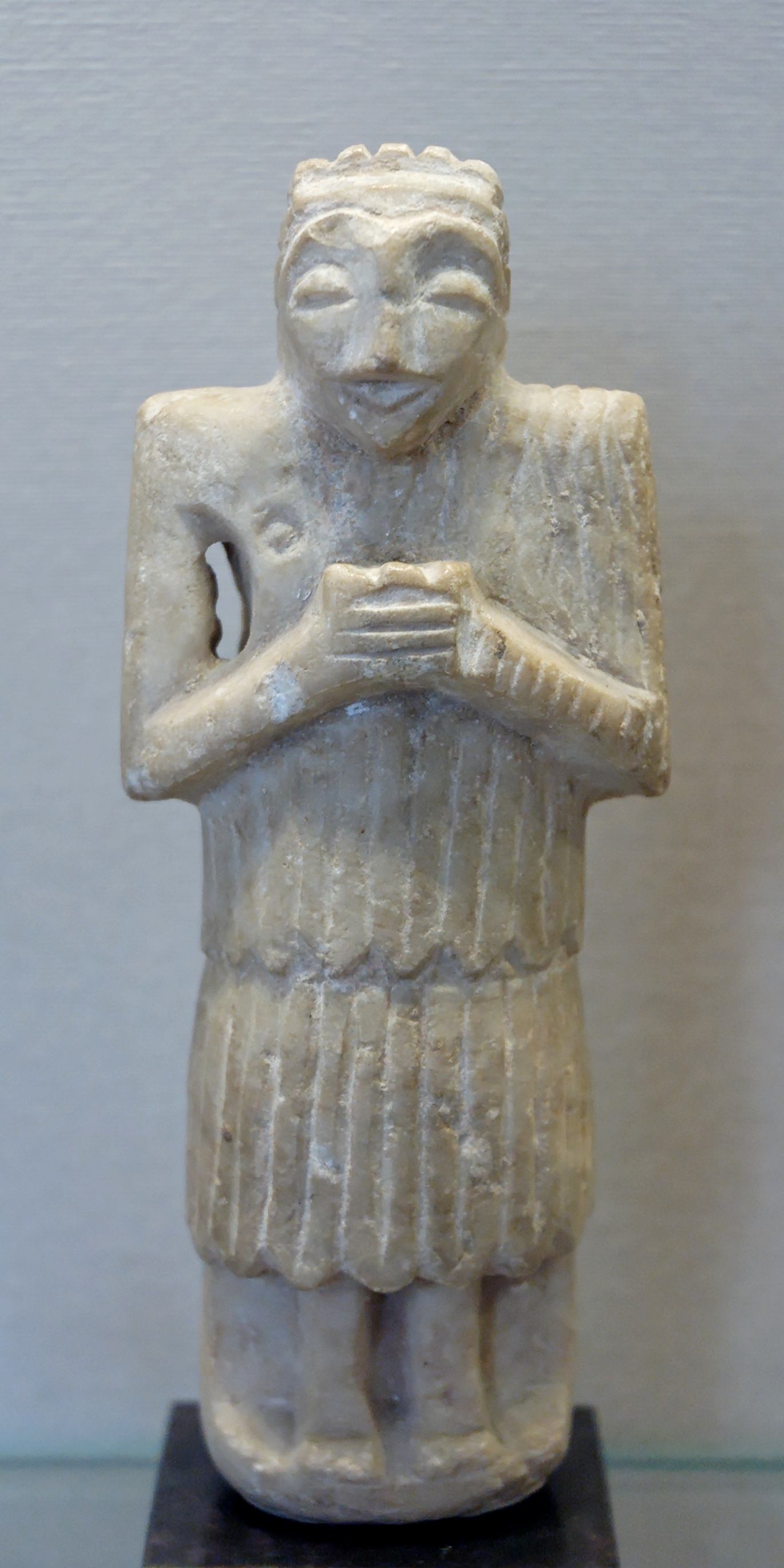
Beterstatuette (Louvre, SB 77)
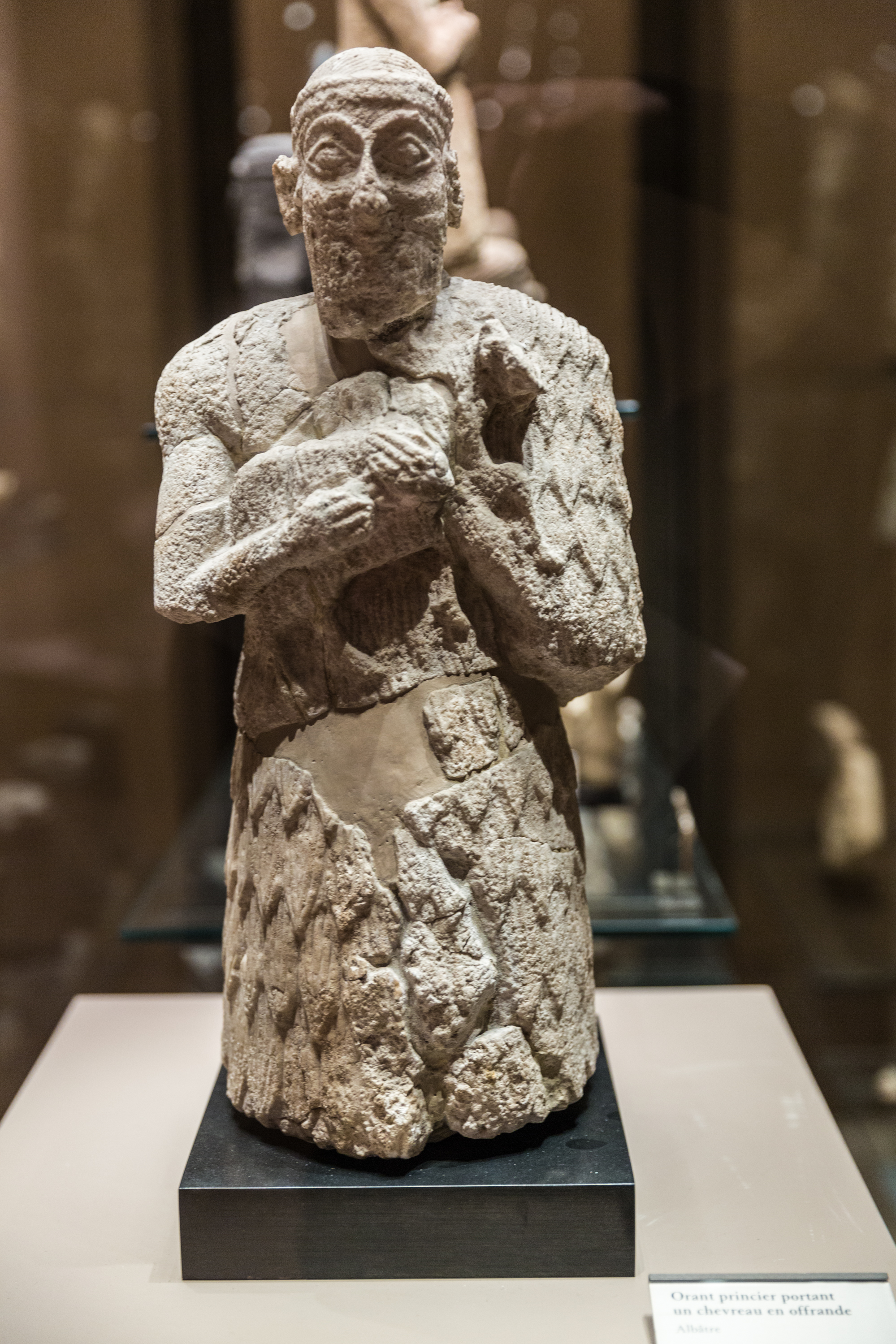
Statuette aus Susa (Louvre, SB 84)
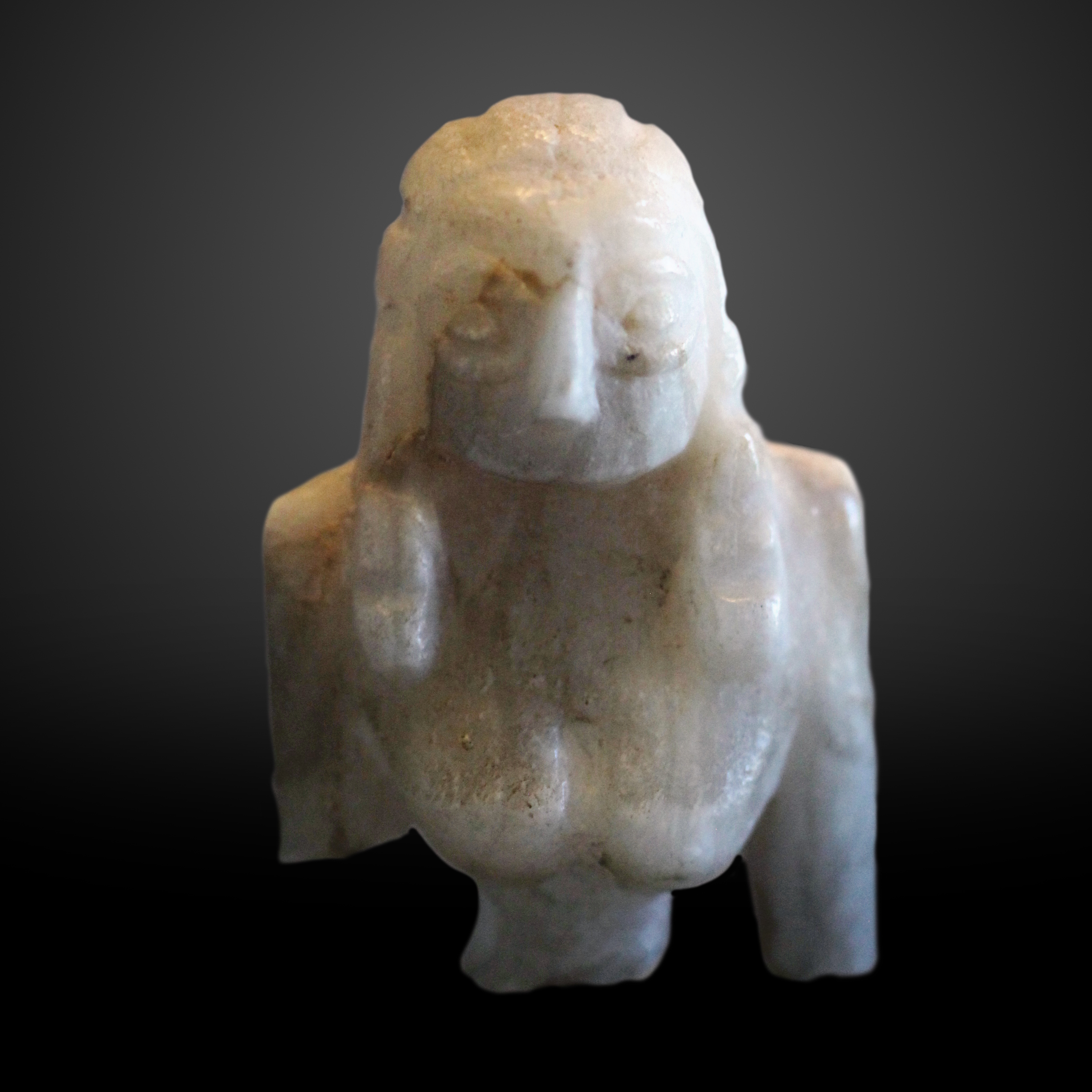
Frauenstatuette (Louvre, SB 74)
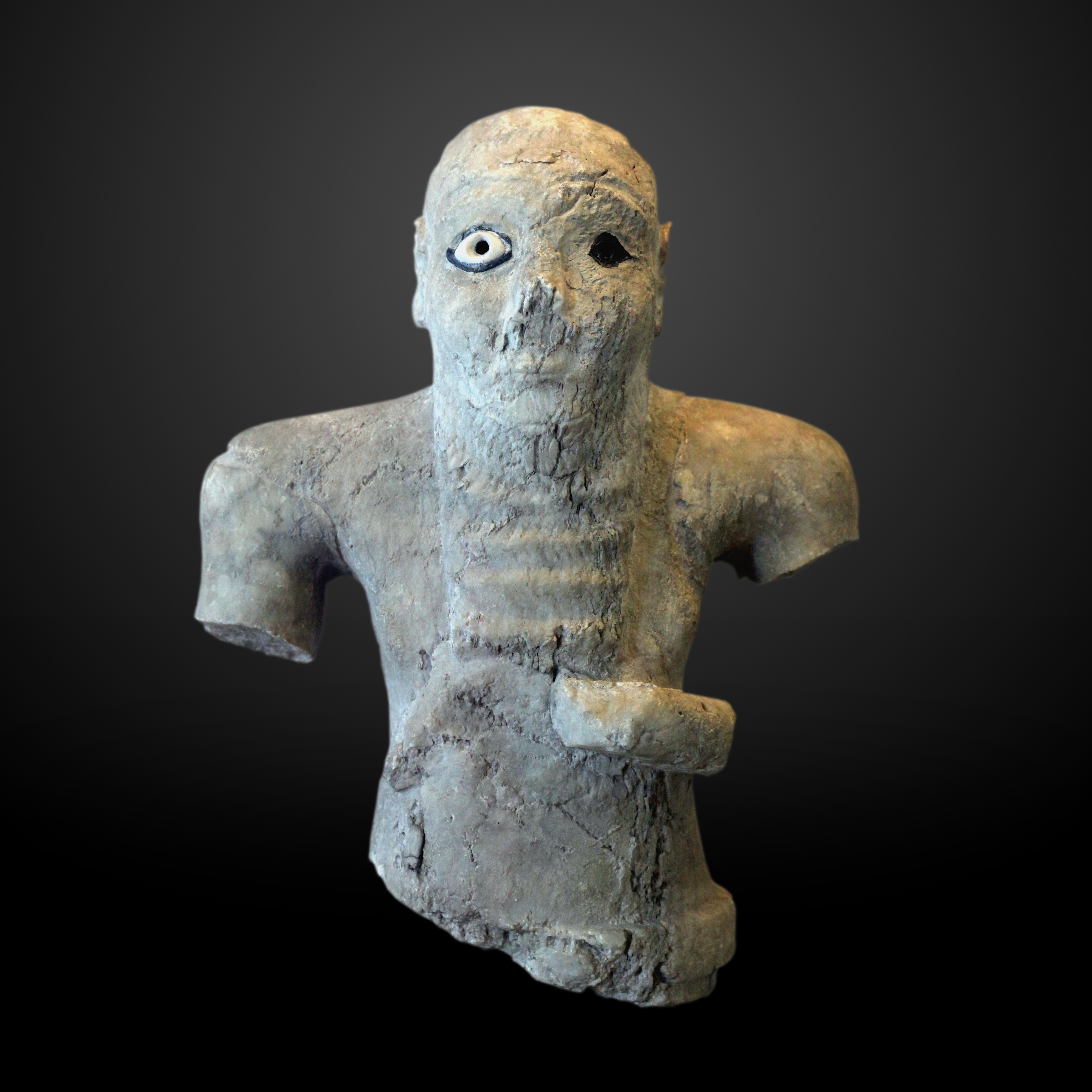
Statue mit akkadischer Inschrift von Ešpum (Louvre, SB 82)
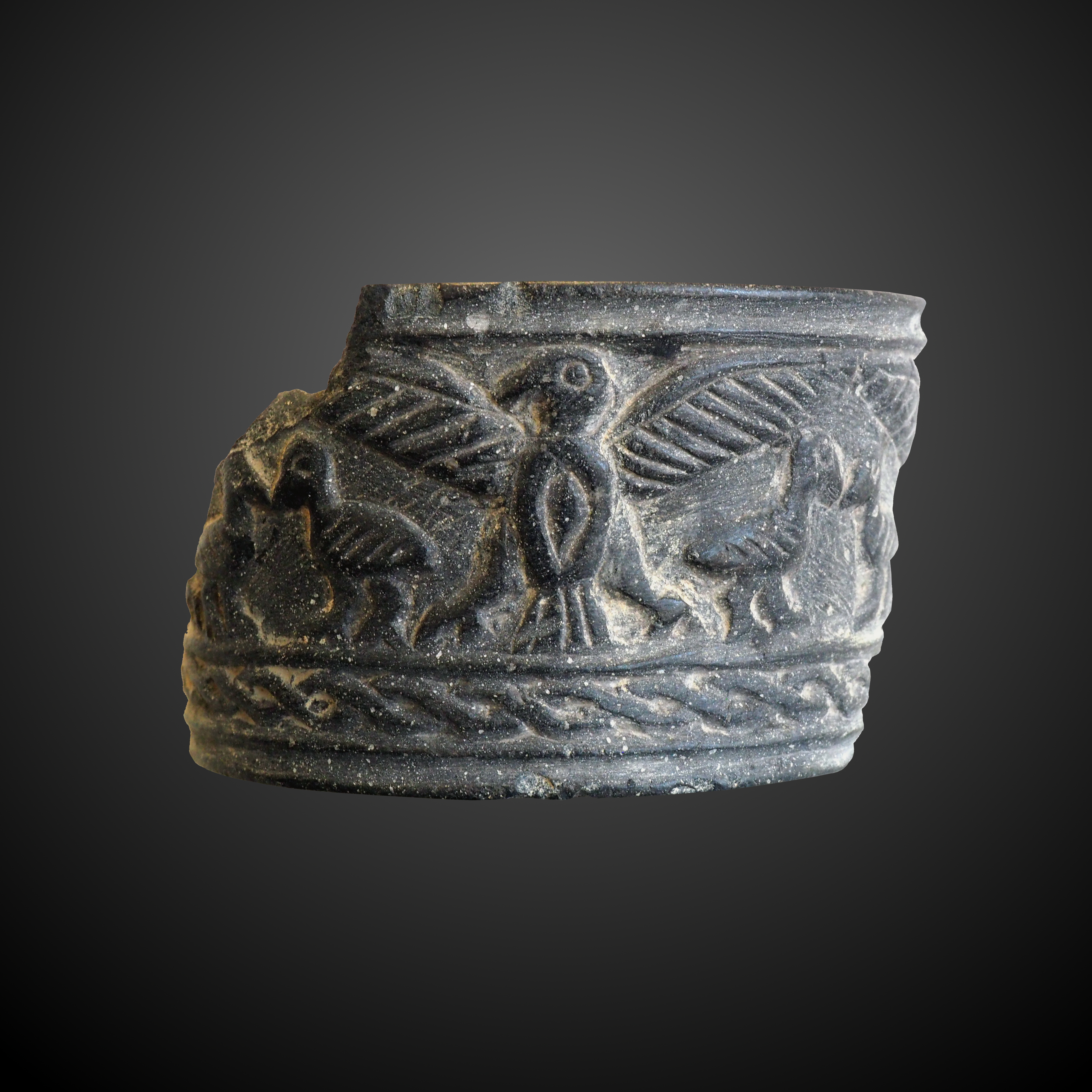
Fragment einer Schale aus Bitumen (Louvre, SB 364)

### Puzur-Inschuschinak
König Puzur-Inschuschinak (um 2100 v. Chr.) entfaltete in Susa eine rege Bautätigkeit und schmückte die Tempel mit zahlreichen Kunstwerken. Von der Tempelarchitektur ist so gut wie nichts erhalten. Unter dem Herrscher operierte aber wahrscheinlich eine Werkstatt für Steinskulpturen in Susa, die zumindest eine große Statue des Herrschers produzierte. Insgesamt kann man seiner Bautätigkeit etwa 33 Statuen und 12 kleinere Objekte zuschreiben, einige von ihnen ohne weitere Parallele. Das Kunstschaffen unter dem Herrscher ist in Susa stark mesopotamischen Vorbildern verpflichtet. Zu den unter Puzur-Inschuschinak gestalteten Werken gehört auch eine Statue der Göttin Narunte (Louvre SB 54), die vielleicht ihr Kultbild ist und den Namen des Herrschers trägt. Die Statue ist 109 cm hoch und aus Kalkstein gearbeitet. Das Gesicht war einst wahrscheinlich vergoldet. Auf den Seiten des Thrones finden sich in kräftigen Relief Darstellungen von Löwen. Eine Votivstein (Louvre SB 6) trägt auf der Oberseite die nicht gut erhaltene Darstellung einer Schlange, die sich um ein Loch windet, bei dem es sich wahrscheinlich um das Zentrum des Steines handelt. Auf der Vorderseite findet sich die halbknieende Figur eine Gottes mit einem übergroßen Nagel in den Armen. Vergleichbare Darstellungen sind aus Mesopotamien bekannt. Solche Steine dienten als Gründungsbeigaben bei einem Tempelbau und sollten den Tempel symbolisch schützen. Auf dem Objekt befinden sich Inschriften in akkadisch und elamisch. Das Objekt stammt wahrscheinlich von dem Inšušinak-Tempel. Im Gegensatz zu älteren Menschendarstellungen aus Susa sind die Figuren gut proportioniert. Selbst Details, wie Beinmuskeln sind naturgetreu wiedergegeben. Die Figur eines Gottes mit Nagel ist bisher nur aus Mesopotamien bekannt. Stilistisch ist die Figur sehr eng mit akkadischer und post-akkadischer Kunst verwandt.

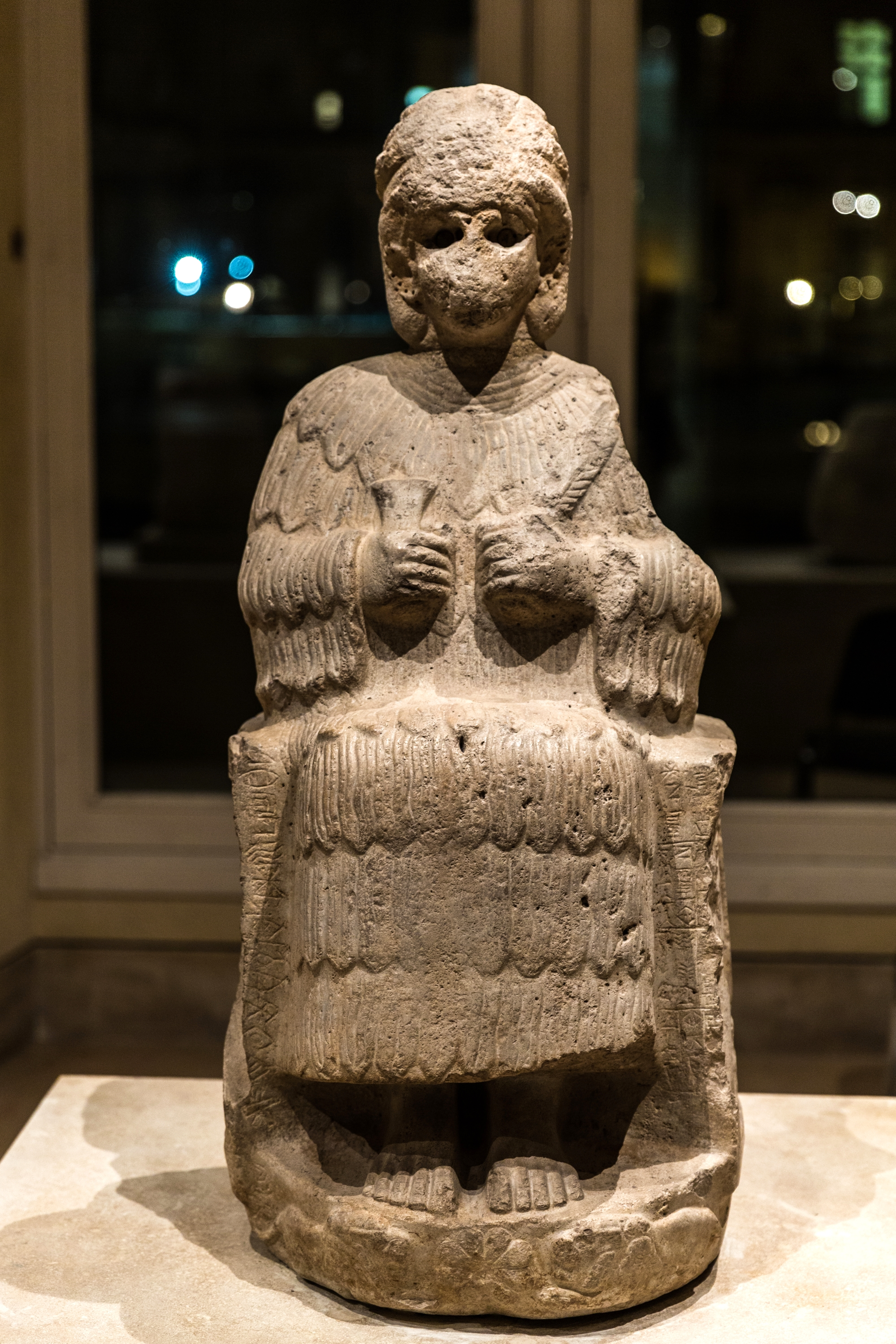
Statue der Göttin Narunte mit Inschrift des Puzur-Inschuschinak (Louvre, SB 54)
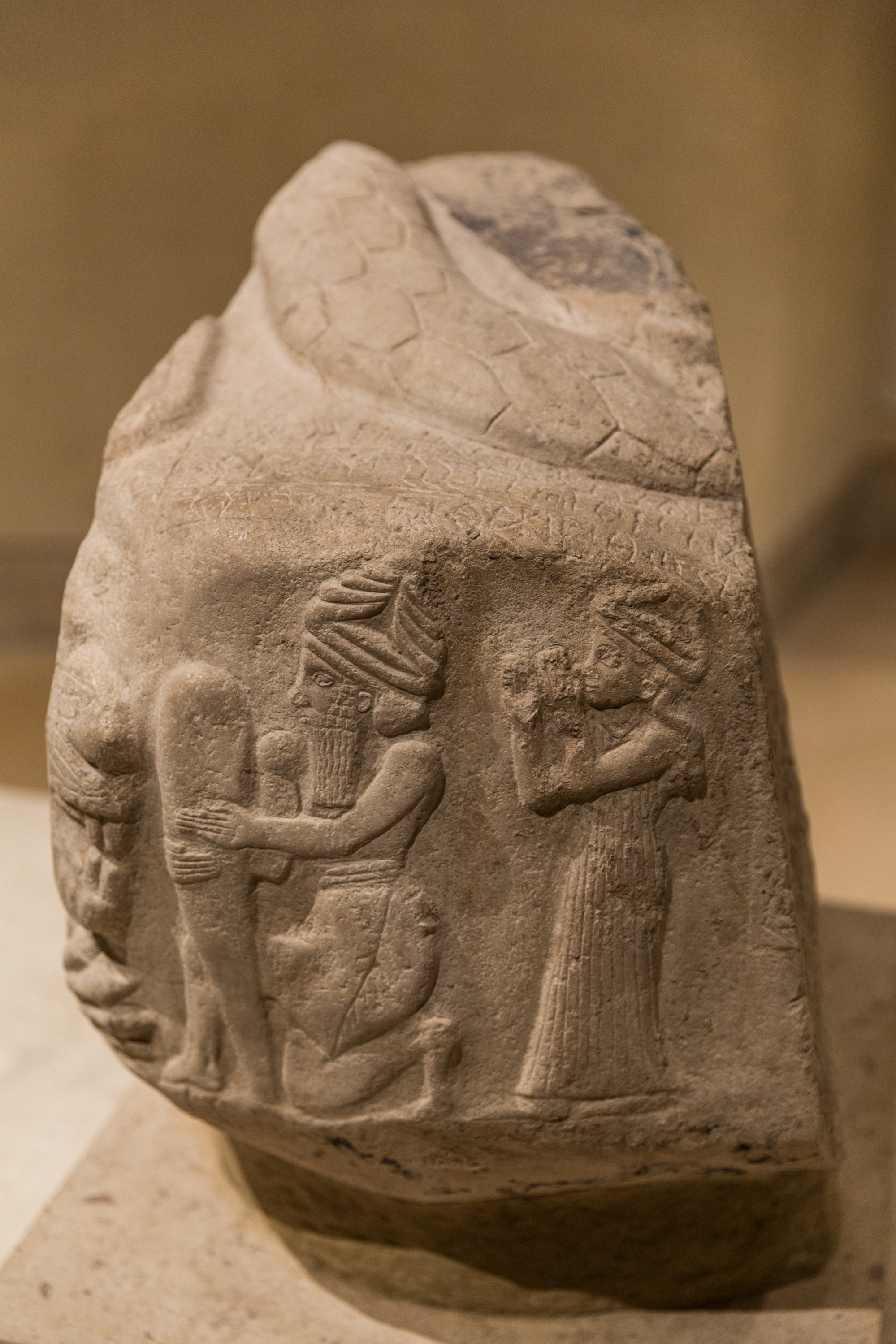
Votivstein mit akkadischer Inschrift des Puzur-Inšušinak (Louvre, SB 6)
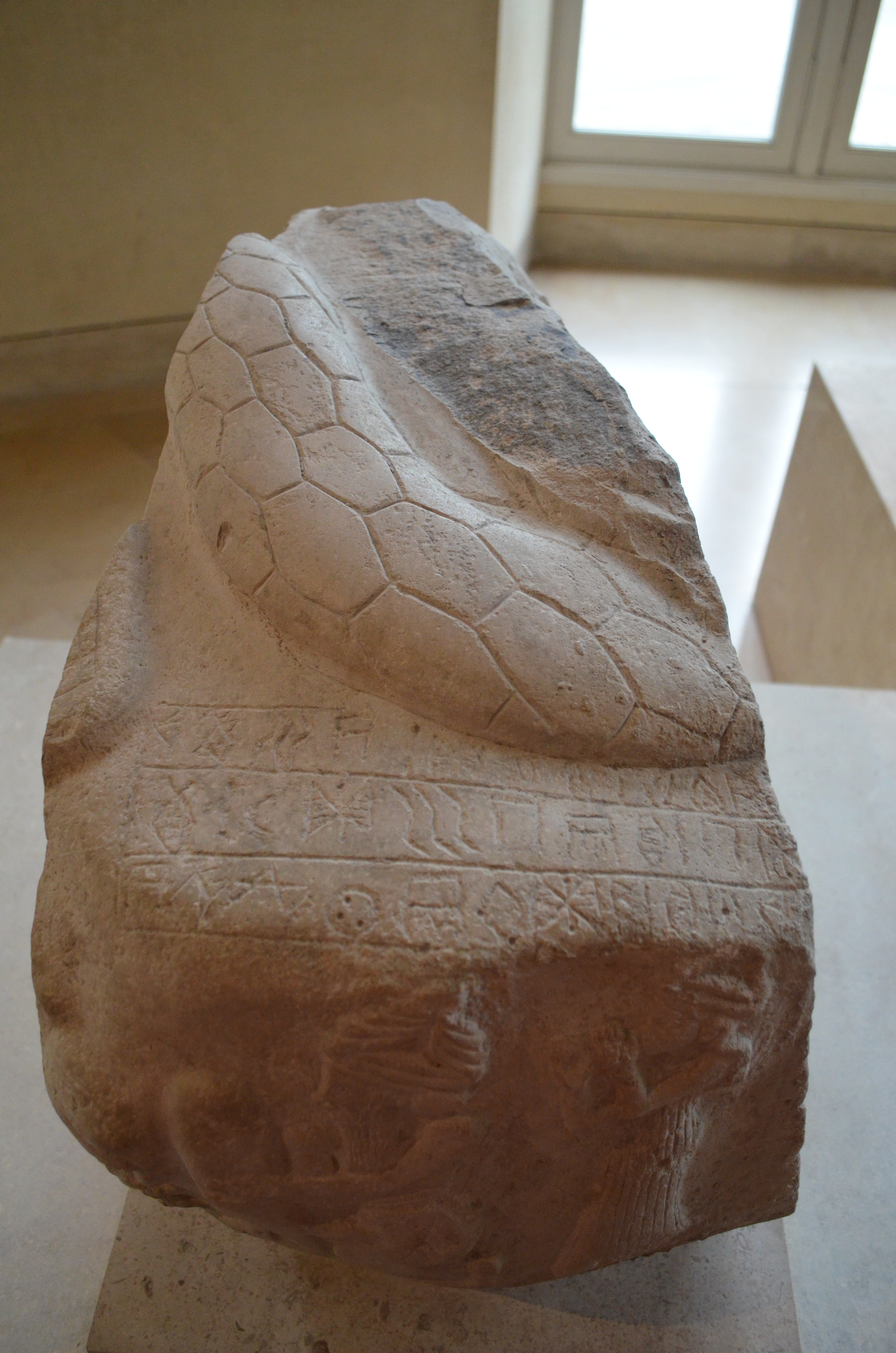
Votivstein mit Inschrift des Puzur-Inšušinak (Draufsicht) (Louvre, SB 6)
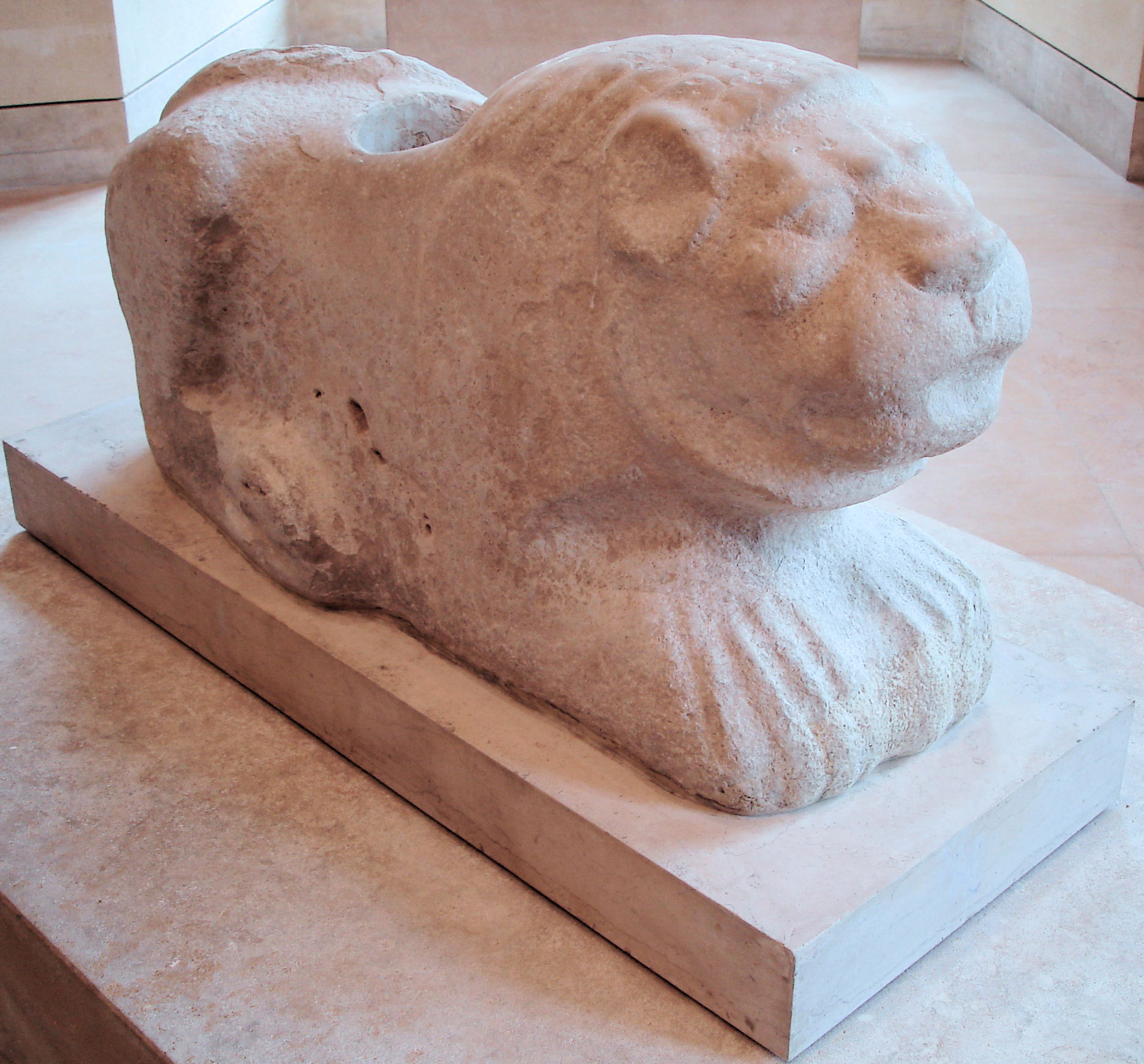
Löwenstatue mit Inschrift des Puzur-Inšušinak (Louvre, SB 99)

### Glyptik
Aus dieser Zeit stammen auch zahlreiche Siegel und Siegelabrollungen. Zylindersiegel waren nun die Regel. Sie sind stilistisch oftmals schwer von denen aus Mesopotamien zu unterscheiden. Es gibt Siegel von Beamten, aber auch solche, die eine Götterschlacht wiedergeben. Eine bemerkenswerte Ausnahme ist ein Siegel mit einer Melkszene aus Susa. Das Zylindersiegel datiert um 2600 bis 2500 v. Chr. Melkszenen sind aus Mesopotamien gut bekannt, erscheinen dort aber nicht auf Siegeln. Zylindersiegel aus dem Osten des Reiches zeigen einen anderen Stil. Sie fanden sich zuerst in Tal-i Malyan, dem antiken Anschan. Die Figuren auf den Siegeln haben sehr weite Gewänder und tragen spezifische Kopfbedeckungen. Sie ähneln Statuetten, die man in Baktrien fand. Die Siegel werden als Anshanite (Anschanitisch) bezeichnet.

## Mittelelamische Periode (ca. 1880 bis 1050 v. Chr.)

### Sukkalmah-Dynastie (ca. 1900 bis 1500 v. Chr.)
Diese Periode ist weniger gut bezeugt. Zahlreiche Siegel können in diese Zeit datiert werden. Bei Kurangun fanden sich Felsreliefs aus dieser Zeit. Sie befinden sich auf einem Felshügel und sind vom Tal aus nicht zu sehen. Es sind keine Inschriften erhalten, die Namen von Personen oder Göttern bestätigen. Hier wurde in den Felsen eine freie Kultfläche geschlagen mit einer dekorierten Felswand. In einem unteren Register sieht man 26 Fische. Darüber sitzt ein thronendes Götterpaar. Viele Elemente der Darstellungen auf dem Relief sind sonst nur von Siegeln und Siegelabrollungen bekannt. Ein Relief in Naqsch-e Rostam (nicht weit von Persepolis) gehört in etwa dieselbe Zeit. Eine stehende Figur ist gut erhalten und blickt nach links. Dort waren einst Götter auf Schlangenthronen abgebildet. Nur die Schlangenthrone sind heute erhalten. Vor ihnen standen einst weitere Figuren, von denen aber nur sehr wenig übrig ist. Vor allem die erhaltene Figur ist schematisch und in den Körperformen breit angelegt. Direkte mesopotamische Vorbilder gibt es anscheinend nicht.
Die Darstellungen auf Siegeln sind weiterhin stark von Mesopotamien beeinflusst. Es gibt aber auch lokale Eigenheiten. Die Hörner von göttlichen Kopfbedeckungen zeigen nach außen. Meist ist eine Person vor einem thronenden Gott oder König dargestellt. Anstatt Inschriften findet man um die Szene andere Dinge angeordnet, so z. B. Hügel mit Pflanzen, Schlangen oder Ziegen. Ein gutes Beispiel ist eine Siegelabrollung auf einem juristischen Dokument aus Susa (Louvre Sb 8748), das für Tan-Uli. Rechts sieht man einen Gott auf einem Schlangenthron, der auch eine Schlange in der Hand hält. Vor ihm steht ein Mann, vielleicht Tan-Uli, dem der Gott Wasser in seine Hände gießt. Verschiedene Details sind typisch elamisch, vor allem der Schlangenthron, aber auch die Kombination von Wasser mit Schlangen.

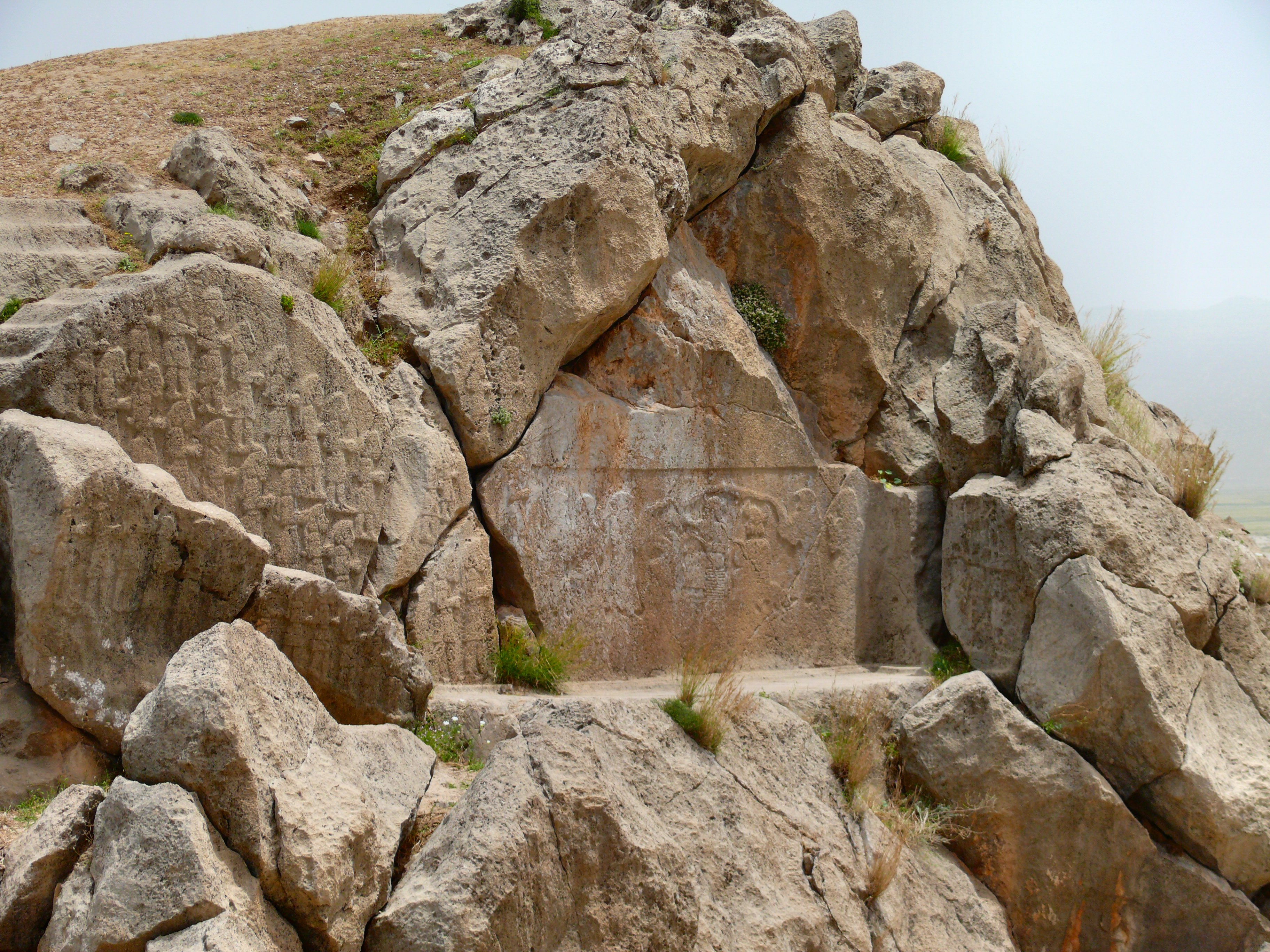
Kurangunreliefs
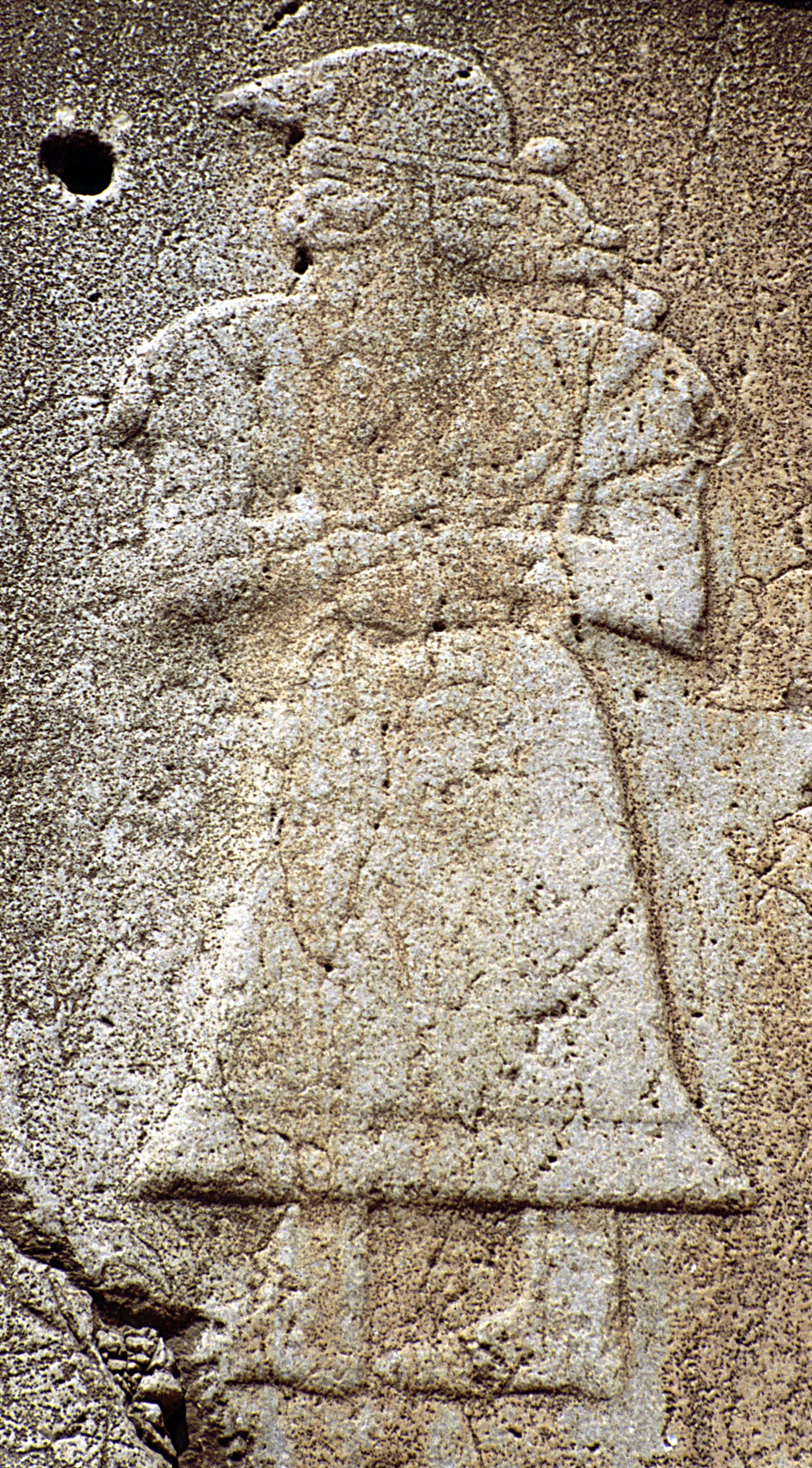
Naqsch-e Rostam, stehende Figur
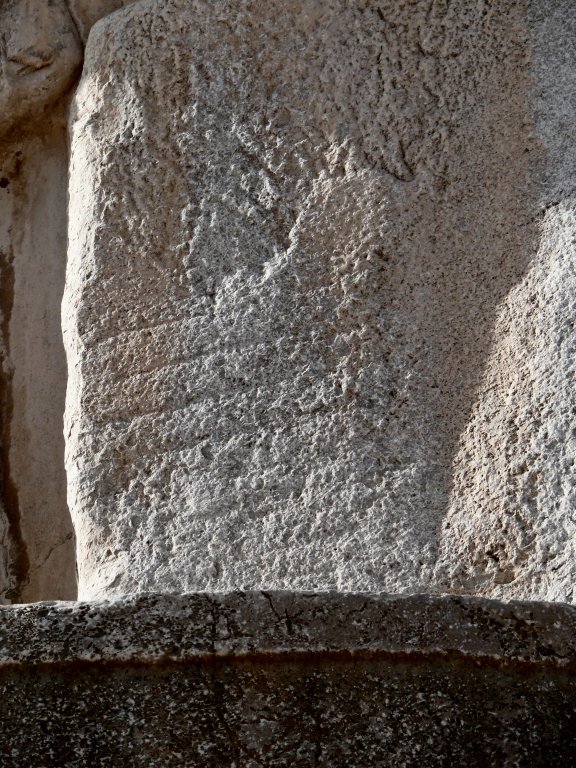
Naqsch-e Rostam, Schlangenthron
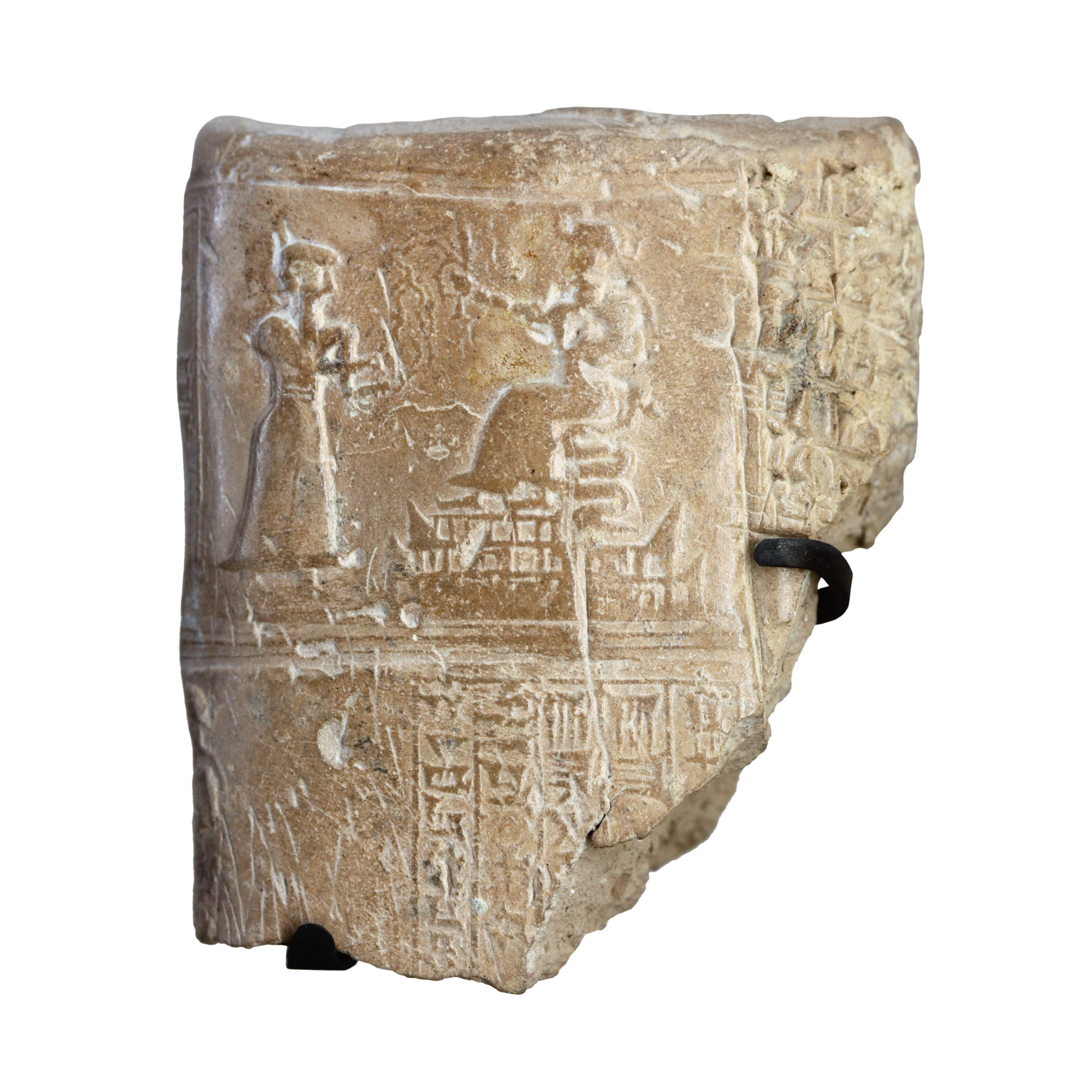
Siegelabrollung des Tan-Uli (Louvre SB 8748)

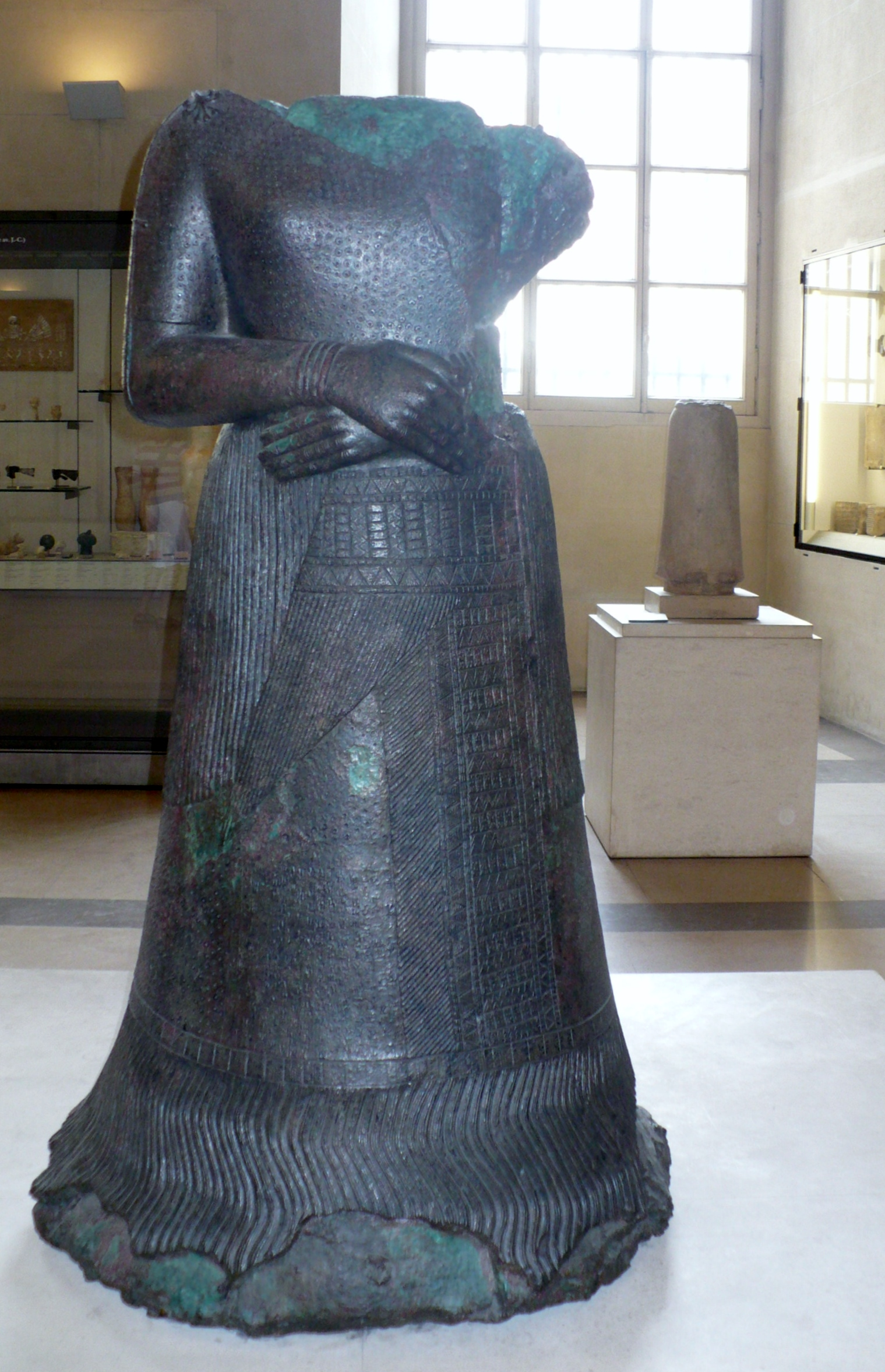
Statue der Napir-Asu

Die mittelelamische Periode kann als das goldene Zeitalter Elams gelten, auch hinsichtlich der Kunstproduktion. Untasch-Napirischa (ca. 1340–1300), Schutruk-Nahhunte, Kutir-Nahhunte (1155–1150) und Šilḫak-Inšušinak I. (1150–1120) waren bedeutende Herrscher, die auch bedeutende Bauwerke, vor allem Tempel errichteten und sie mit Kunstwerken ausschmückten.
Die Metall- und Bronzeverarbeitung erreichte in dieser Zeit einen Höhepunkt. Die etwa lebensgroße Statue der Napir-Asu ist das herausragende Werk dieser Epoche. Sie zeigt die Königin stehend mit einem weiten Gewand. Die Hände sind über den Bauch gekreuzt. Der Kopf fehlt. Ein anderes Beispiel ist das Modell einer Ritualszene, Sit-Schamschi (übersetzt: Sonnenaufgang) genannt. Auf einer gegossenen Bronzeplatte befinden sich zwei Männer beim Vollziehen von Ritualen. Die Figuren wurden einzeln gearbeitet und sind dann einzeln auf die Platte angebracht worden. Andere Ritualobjekte auf der Platte sind dagegen mit dieser zusammen gegossen worden. Einst war die Platte voller, einige Bäume sind heute verloren. Weitere herausragende Metallarbeiten sind zwei Statuetten, die eine aus Gold, die andere aus Silber, die einen männlichen Beter darstellen und aus der Trouvaille de la statuette d’or stammen.
In der mittelelamischen Periode wurde auch zahlreiche Werke in Fayence hergestellt. Es handelt sich einerseits um Verkleidungen von Gebäuden, andererseits gibt es auch Skulpturen aus diesem Material. Eine Rinderfigur aus Tschogha Zanbil, die mit blauer Glasur überzogen ist, trägt eine Inschrift, die ausdrücklich Untasch-Napirischa als Erfinder dieser Technik erwähnt. Aus Tschogha Zanbil stammen mindestens zwei Greifen aus diesem Material, aus Susa ein Löwenpaar. Unter Šilḫak-Inšušinak I. wurden Fassaden von Tempeln mit glasierten Kacheln dekoriert. Sie zeigen große Figuren des Königs und der Königin. Der Herrscher berichtet wiederum, dass er der Erfinder dieser Technik sei.
In Bestattungen dieser Zeit fanden sich Porträtköpfe, die meist neben dem Kopf des Bestatteten aufgestellt waren. Ihre Funktion ist nicht sicher, sie mögen den Toten darstellen. Es wurde aber auch vorgeschlagen, dass sie Verwandte des Toten darstellen, die auf den Toten schauen. Die meisten Exemplare stammen aus der Zeit des 12. und 11. Jahrhunderts v. Chr. Ein Beispiel aus Haft Tepe stellt sogar möglicherweise eine Königin dar. Die Köpfe sind noch vereinzelt im 6. Jahrhundert v. Chr. bezeugt, sind aber künstlerisch viel anspruchsloser.
Auch aus dieser Zeit stammen diverse Beispiele von Felsreliefs. Ein gut erhaltenes Beispiel bei Eshkaft-e Salman zeigt vermutlich ein königliches Paar mit einem Prinzen. Sie sind frontal wiedergegeben mit den Händen auf dem Bauch. Die Köpfe blicken nach links in Richtung Eingang einer Höhle. Sie sind dadurch von der Seite abgebildet.

### Architektur
- Aus der mittelelamischen Periode sind einige architektonische Überreste erhalten. Susa war mehrere Jahrtausende lang eine bewohnte Stadt, deren öffentliche Gebäude jedoch immer wieder abgerissen und überbaut worden. In den älteren Schichten gibt es fast nur Wohnarchitektur.
- Tschogha Zanbil war dagegen eine Neugründung von Untasch-Napirischa; Tempel und Paläste sind hier besser erhalten. Im Zentrum der Stadt stand eine etwa 50 m hohe Zikkurat. In einer ersten Phase bestand sie aus einem quadratischen Bau mit einem Hof und zwei Heiligtümern. In einer zweiten Bauphase wurde der Hof zugeschüttet, die Tempeltüren wurden blockiert und die eigentliche Zikkurat wurde im Hof errichtet. Der Bau war mit glasierten Ziegeln dekoriert und hatte vier Stufen.[52] Aus Tschogha Zanbil stammen auch die Reste von zwei Bauten, bei denen es sich eventuell um Paläste handelt, die vielleicht nur für kurze Zeit in Betrieb waren. Bei beiden Bauten findet man wieder riesige Höfe, um die Reihen von Räumen angeordnet sind.[53]
- In Anschan (heute Tal-i Malyan) sind Teile eines großen, öffentlichen Gebäudes ausgegraben worden. Hier fanden sich diverse Räume, gruppiert um einen etwa 10 × 14 m großen Hof. Die Funktion des Baues ist unsicher; seine Bedeutung ergibt sich jedoch aus den mit glasierten Kacheln dekorierten Wänden.[54]

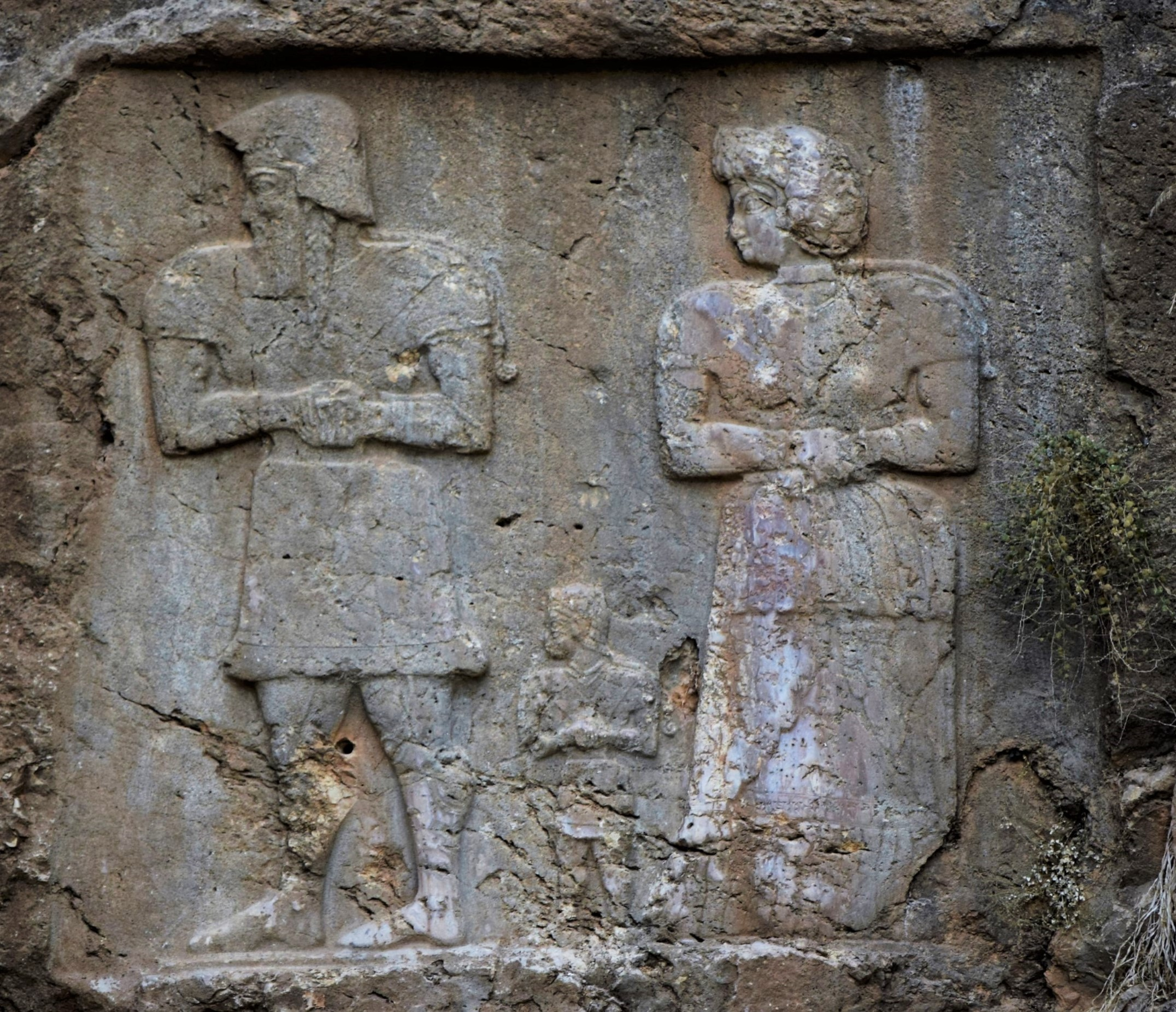
Königliches Paar, Eshkaft-e Salman
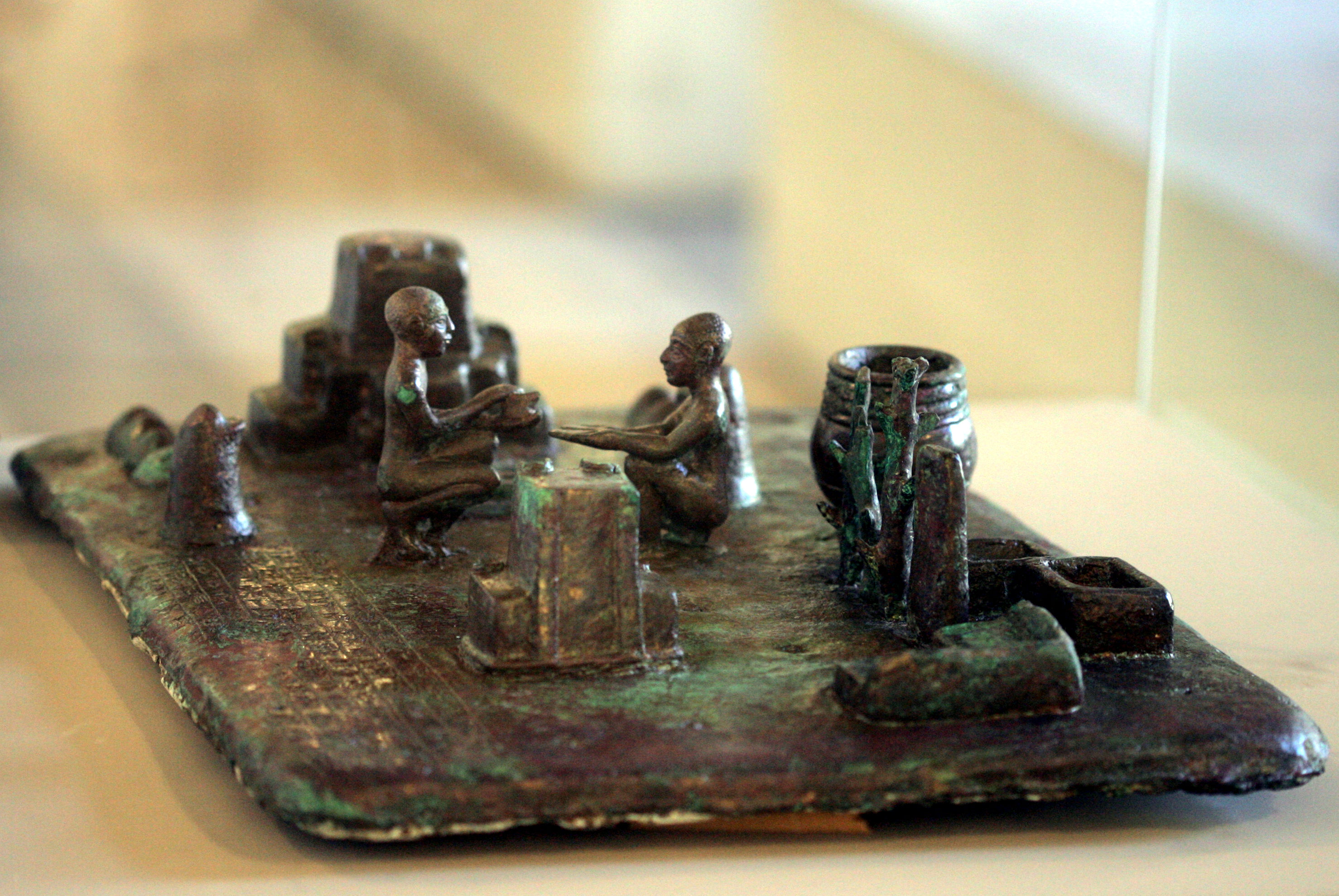
Sit-Schamschi-Modell
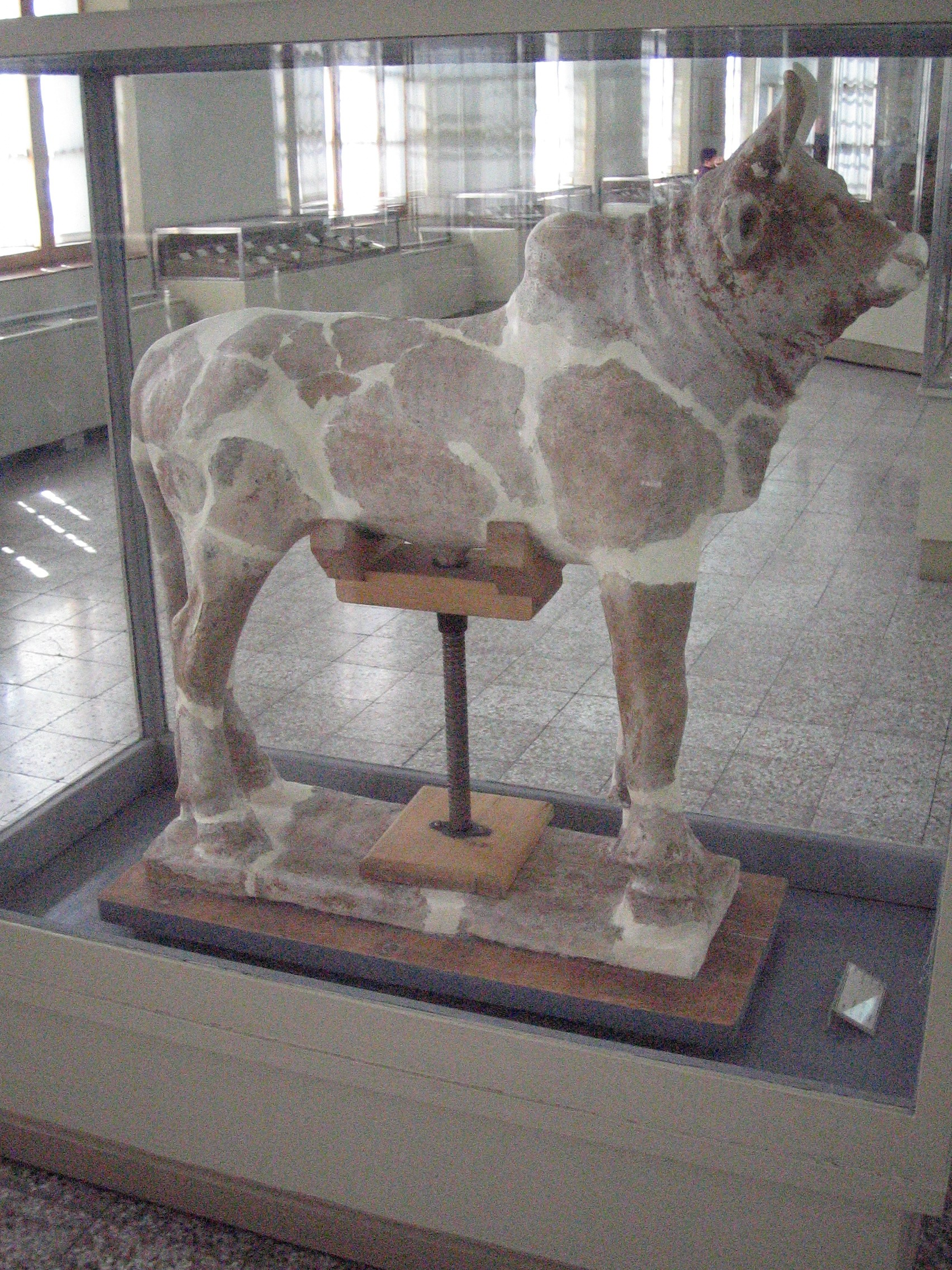
Glasierte Rinderstatue
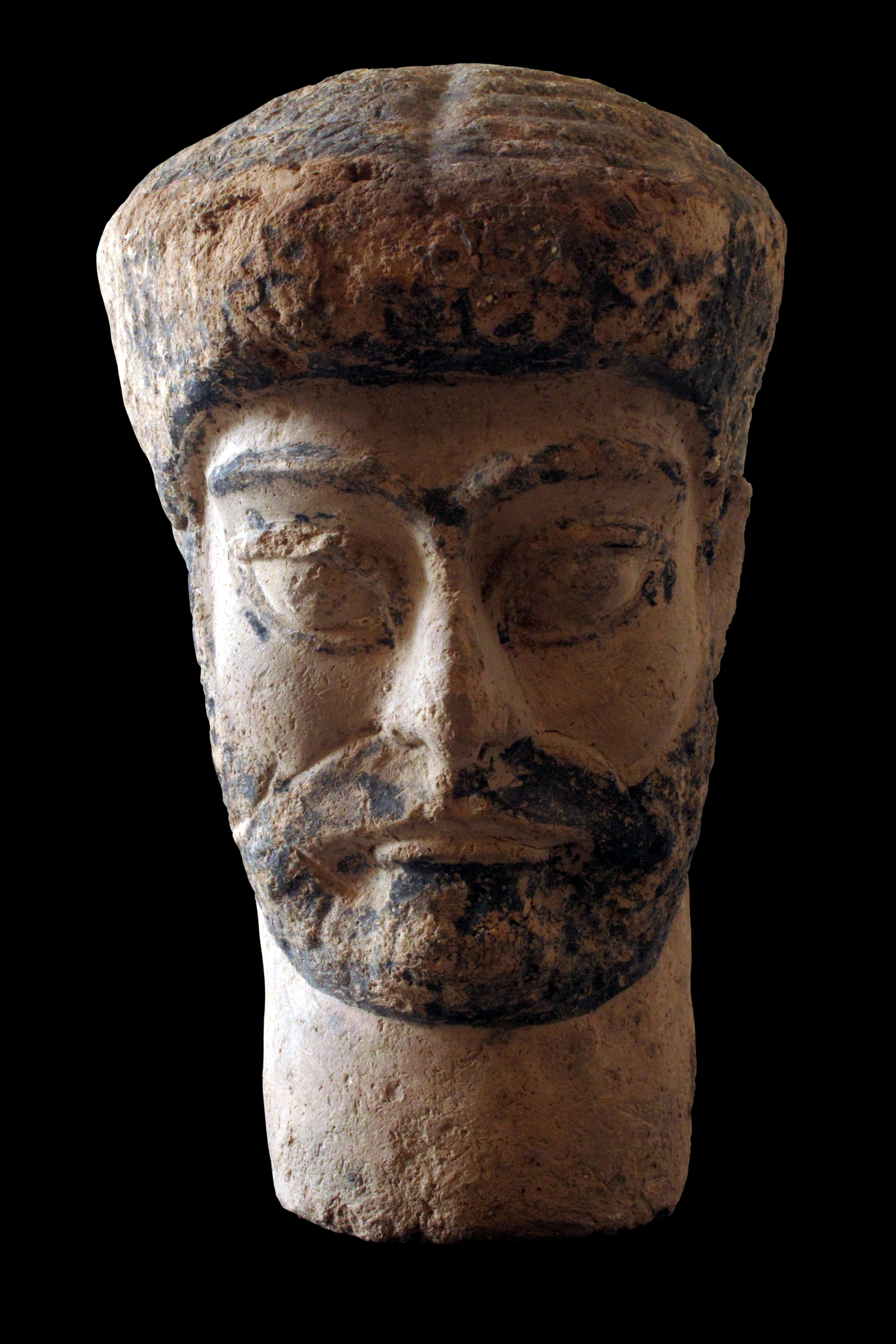
Porträtkopf aus Bestattung
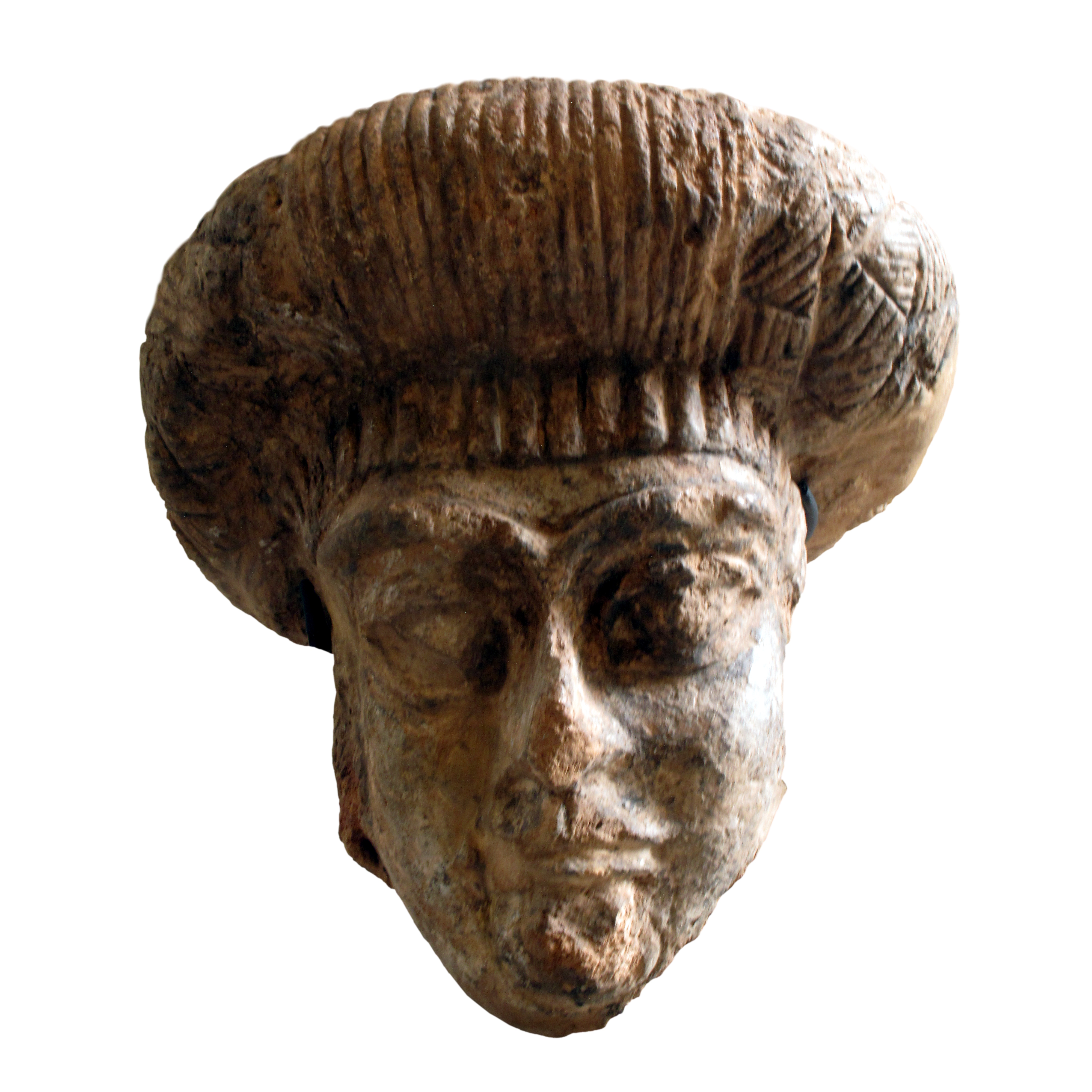
Porträtkopf aus Bestattung
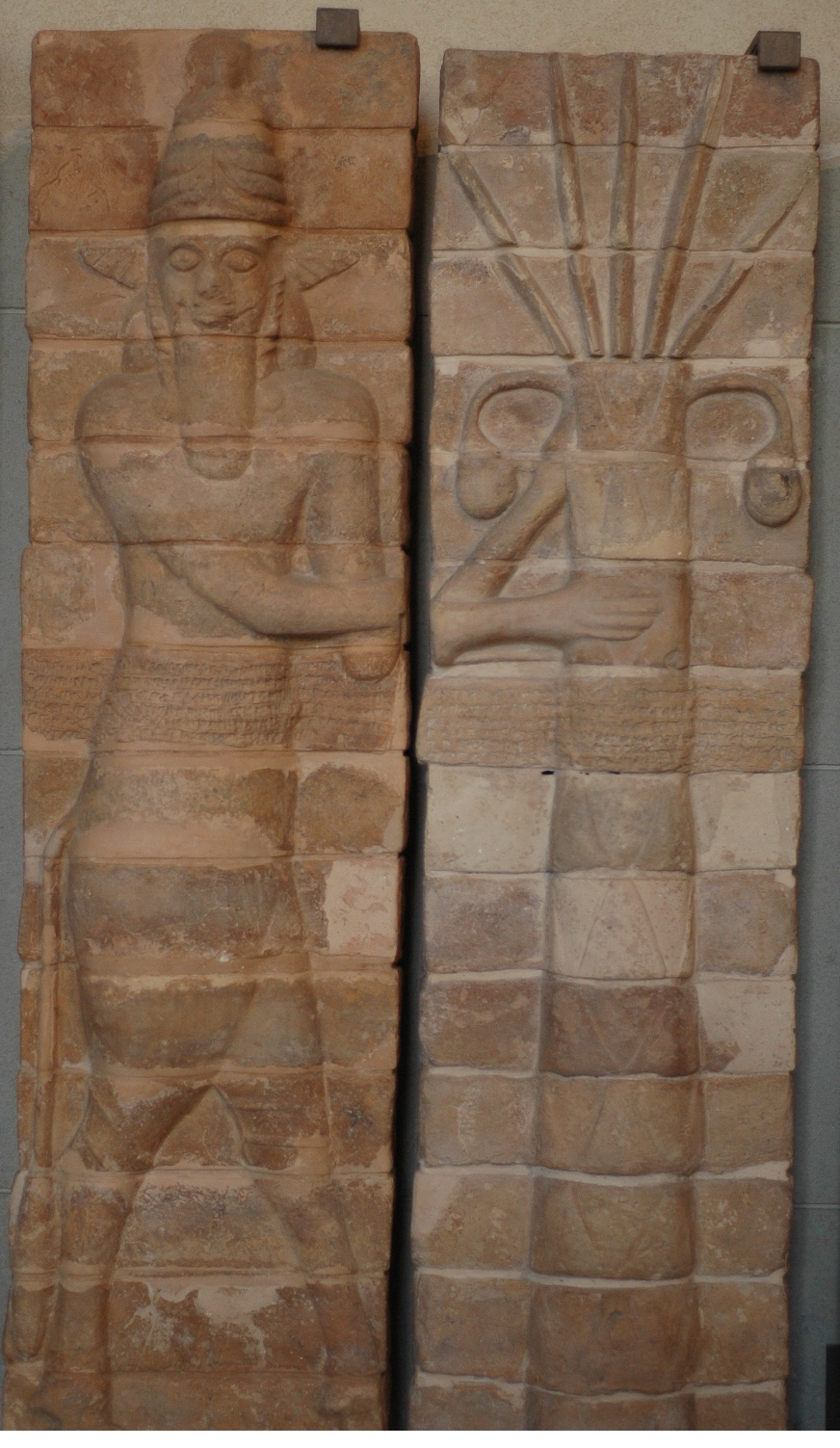
Fassadendekoration
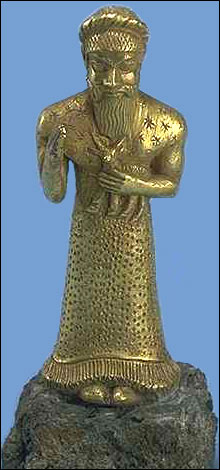
Goldfigur eines Beters aus der Trouvaille de la statuette d’or
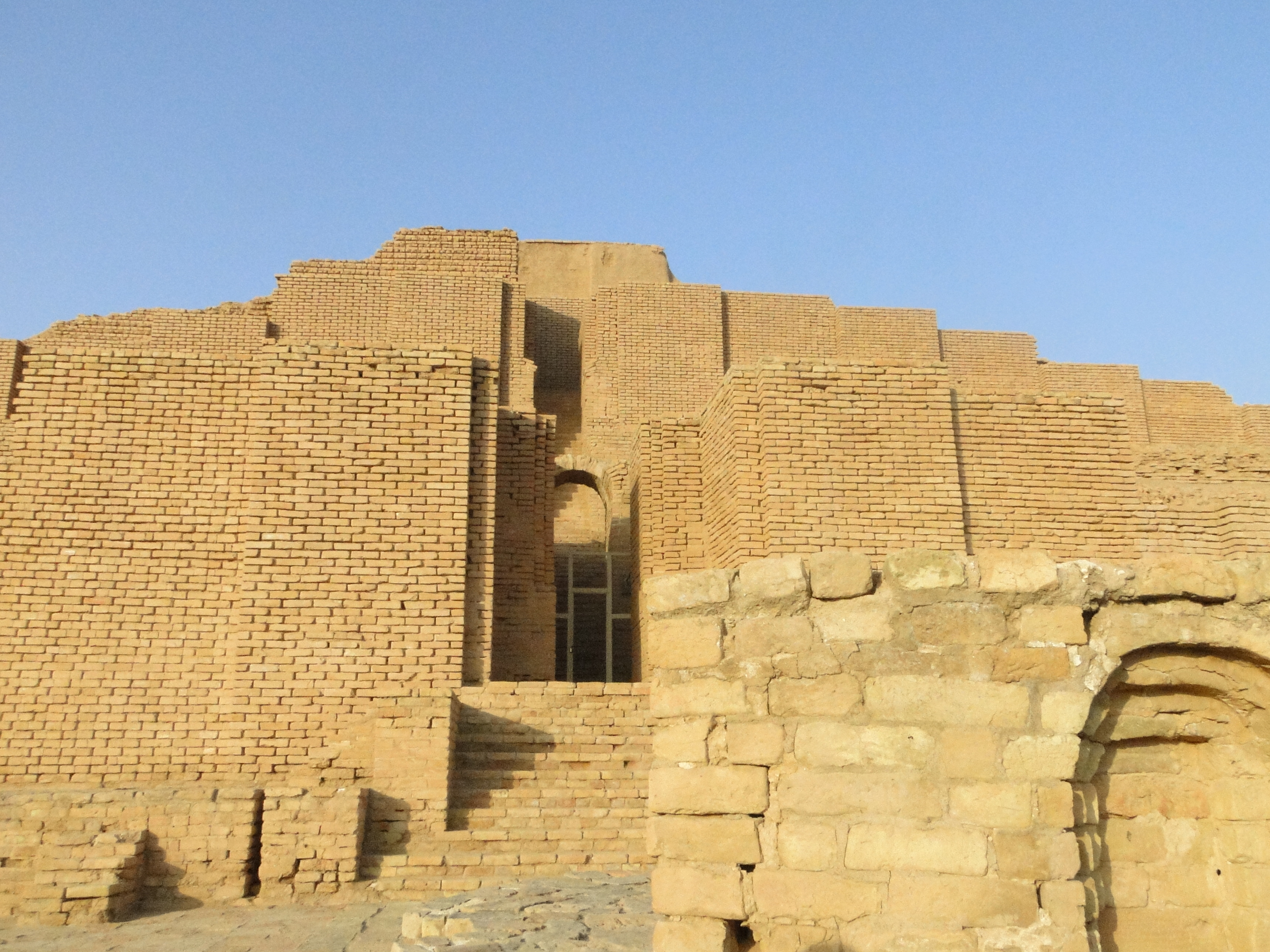
Zikkurat von Tschogha Zanbil
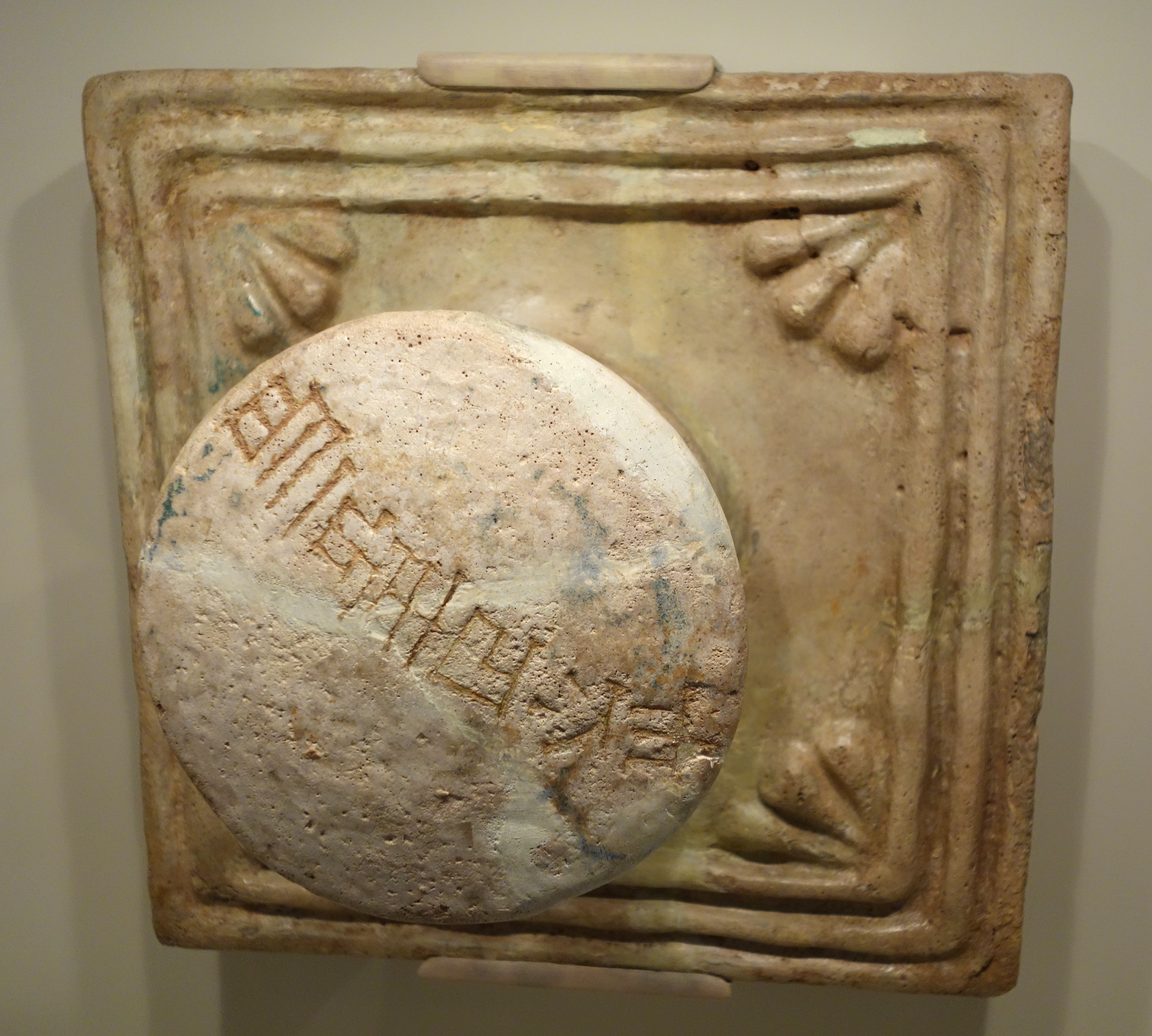
Kachel aus Tschogha Zanbil

## Neuelamische Periode (ca. 1050 bis 525 v. Chr.)
Werke monumentaler Kunst sind nicht zahlreich überliefert, dafür gibt es aber zahlreiche Werke der Kleinkunst, die teilweise ein sehr hohes künstlerisches und handwerkliches Niveau aufweisen. Eines der wenigen königlichen Monumente ist eine Stele mit dem König auf einem Thron und einer vor ihm stehenden Königin. Die Haltung der Königin erinnert an die Darstellung der Königin aus dem Relief von Eshkaft-e Salman der mittelelamischen Periode. Hier ist offensichtlich eine Tradition in der Darstellungsweise sichtbar. Verschiedene Felsreliefs können in diese Ära eingeordnet werden, obwohl ihre genaue Datierung oftmals unsicher ist. Die Reliefs bei Kul-e Farah zeigen lange Reihen von Personen, vielleicht in einigen Fällen Teilnehmer an einem Bankett. Der König auf einem Thron vor einem Tisch mit Speisen sitzt über der Szene in Relief IV. Bitumen verlor in dieser Periode an Bedeutung als Material, doch gibt es bemerkenswerte Ausnahmen. Das Relieffragment mit Spinnerin ist eines der bekanntesten elamischen Kunstwerke (Louvre Sb 2834). In der Mitte des Fragments sieht man eine Frau auf einem Hocker knien. Sie ist reich geschmückt und hat sechs Armbänder an jedem Arm. Ihr Gewand ist verziert und auch das Haar ist sorgfältig frisiert. Sie ist beim Spinnen dargestellt. Hinter ihr steht eine Dienerin, die in beiden Händen einen Fächer hält. Vor der Spinnerin steht ein Tisch mit einem Fisch und runden Objekten, bei denen es sich entweder um Brote oder um Früchte handelt. Ganz rechts ist der Rest eines Gewandes zu sehen, das vielleicht zu einer heute weggebrochenen Figur gehört. Ein kleiner Kasten aus Fayence (Louvre Sb 2810) kann als Beispiel für die Kleinkunst dieser Zeit dienen. Das etwa 17 c, hohe Objekt zeigt auf seinen vier Seiten zwei Greifen und zwei Sphingen in flachen Relief. Rosseten fühlen die leeren Flächen. An zwei Seiten befindet sich ein weiblicher Kopf, der als Henkel diente.
Die Siegel dieser Zeit sind stark von babylonischen und assyrischen Beispielen beeinflusst. Es finden sich zum Beispiel Darstellungen von Drachen, den denen auf dem Ischtar-Tor in Babylon ähneln.

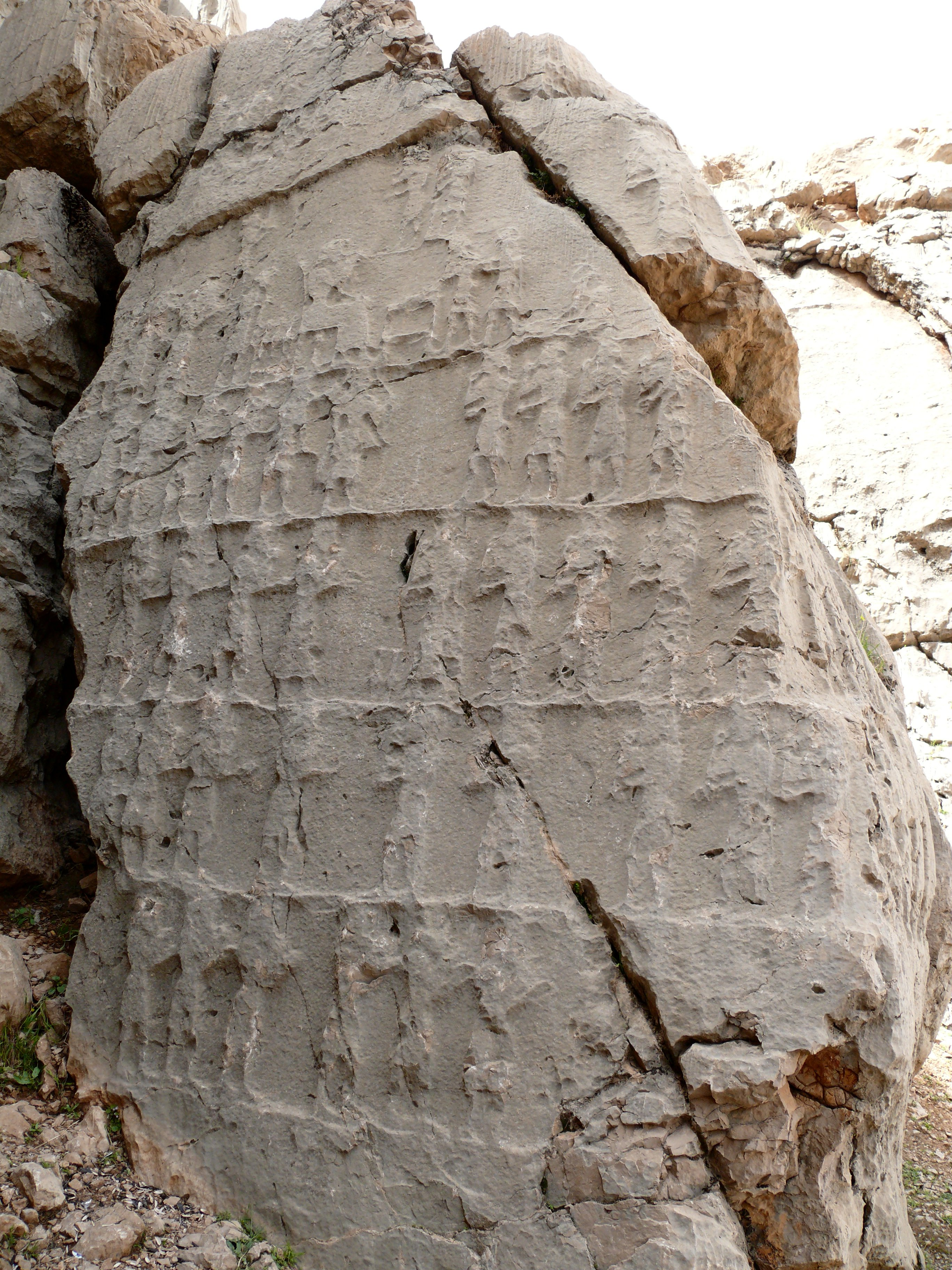
Relief bei Kul-e Fara
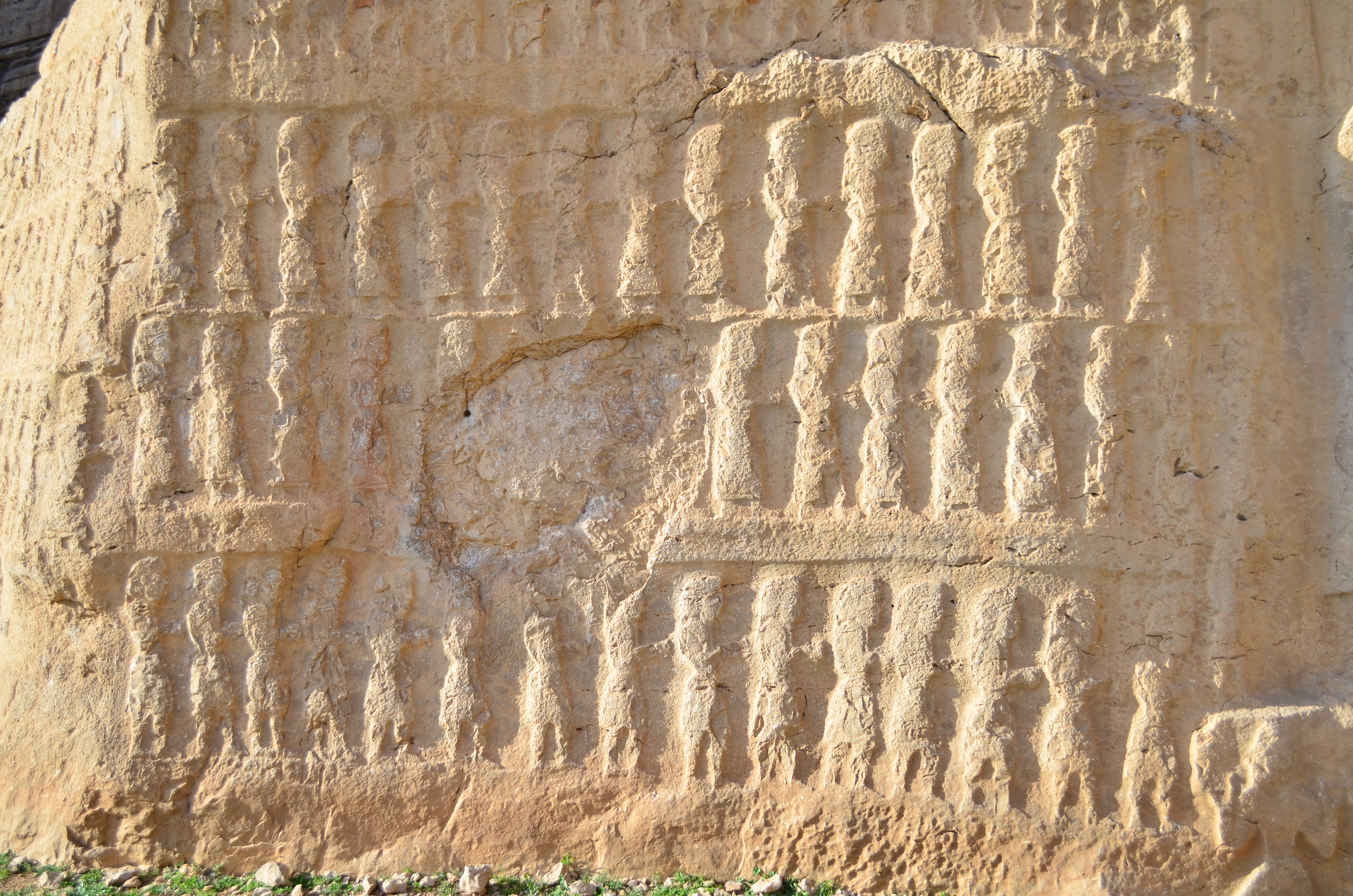
Relief bei Kul-e Fara
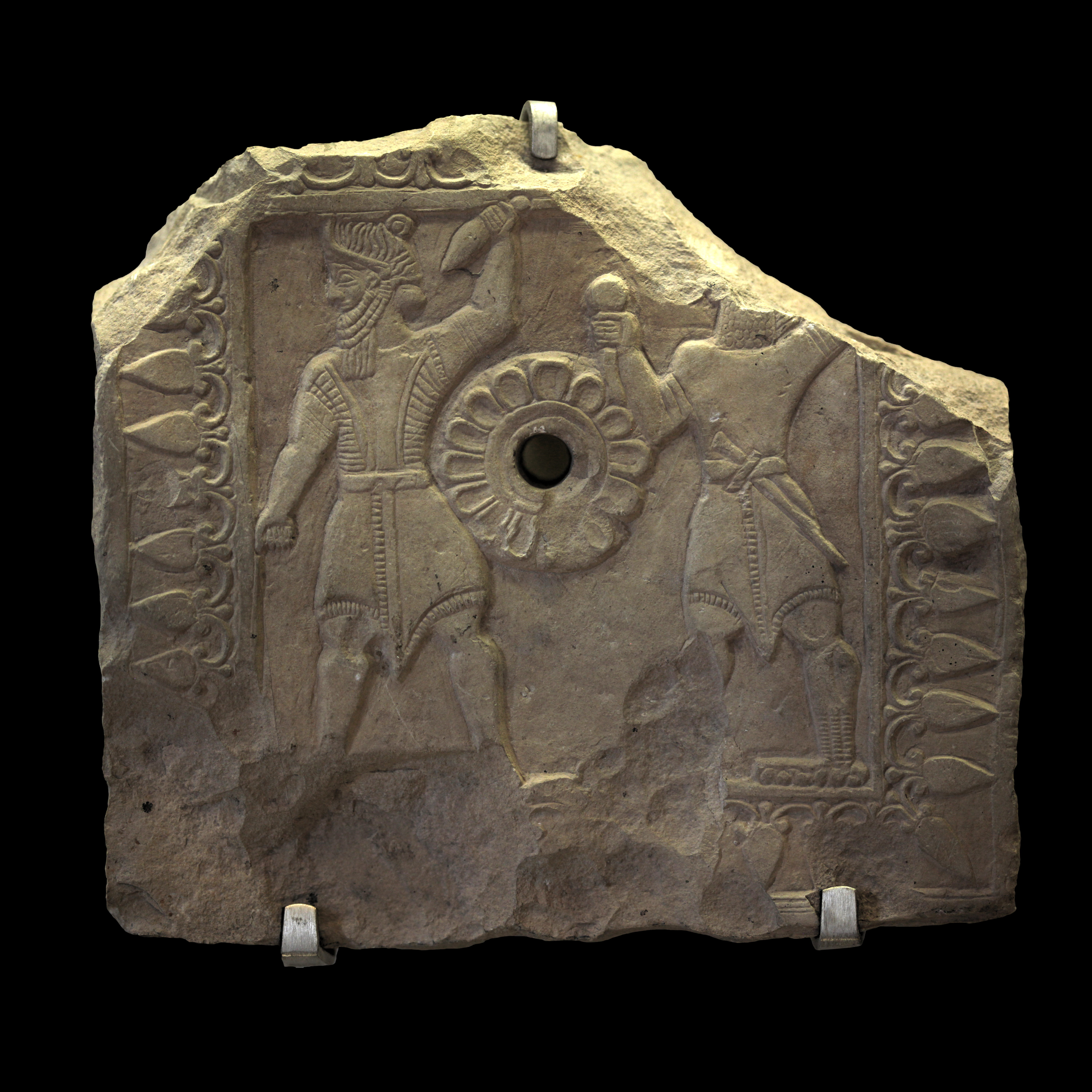
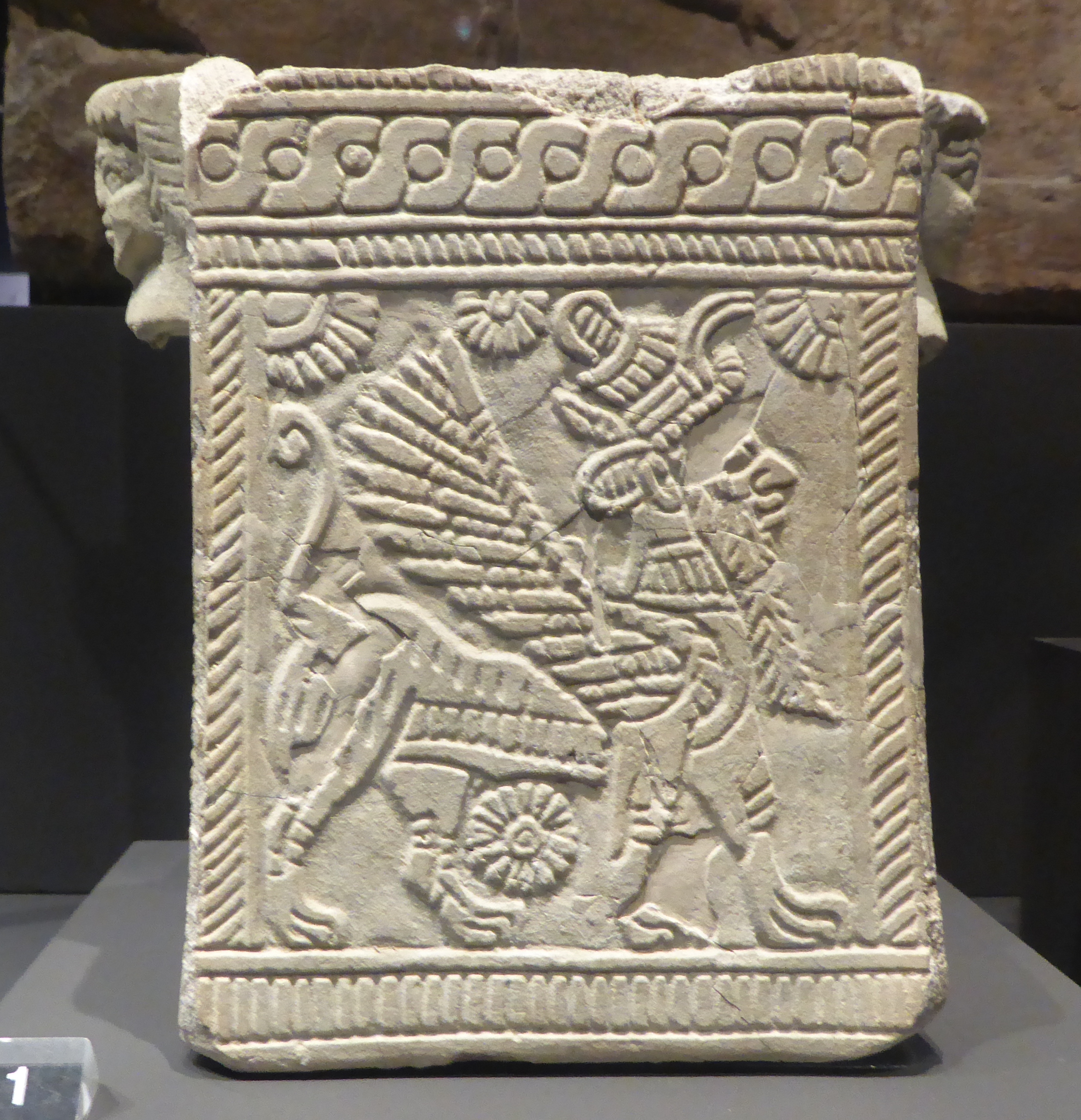
Fayencekästchen (Louvre Sb 2810)